# Pogoń Prudnik
KS Pogoń Prudnik (pełna nazwa: Klub Sportowy Pogoń Prudnik) – polski męski klub koszykarski z siedzibą w Prudniku, powstały 26 października 1954 jako sekcja koszykówki przy założonym w 1945 klubie wielosekcyjnym Pogoń Prudnik, którego właścicielem były Zakłady Przemysłu Bawełnianego „Frotex”. Od 1993 jest sekcją autonomiczną.
Mistrz Polski młodzików z 1987. Uczestniczył w rozgrywkach I ligi. W sezonie 2024/2025 występuje w II lidze. Z klubem związani byli medaliści mistrzostw świata, Europy i reprezentanci Polski.

## Historia

### Założenie klubu
Klub Pogoń Prudnik powstał 15 września 1945 jako drużyna piłki nożnej. Był to pierwszy zarejestrowany klub sportowy na Śląsku Opolskim. Od 1946 był związany z Zakładami Przemysłu Bawełnianego „Frotex”. W lutym 1947 powołano dwie nowe sekcje: hokeja na lodzie i bokserską, dzięki czemu Pogoń Prudnik stała się klubem wielosekcyjnym. W latach 1950–1956 klub występował pod nazwą Włókniarz Prudnik.
Sekcja koszykówki męskiej Pogoni Prudnik została założona 26 października 1954 z inicjatywy Janusza Barana. Sześć lat wcześniej, w 1948, koszykarze z ZPB „Frotex” startowali w spartakiadzie włókniarzy w Łodzi. W listopadzie 1954 sekcja koszykarska została zgłoszona do rozgrywek klasy B województwa opolskiego. Pierwszymi reprezentantami klubu byli: Andrzej Rogowski, Janusz Baran, Stanisław Bąk, Hubert Hylla, Marceli Łojszczyk, Czesław Wyszyński, Tadeusz Wasowski, Rudolf Runawski, Emil Berezowski i Jerzy Gil. Pierwszym instruktorem sekcji został Andrzej Rogowski.

### Lata 50.

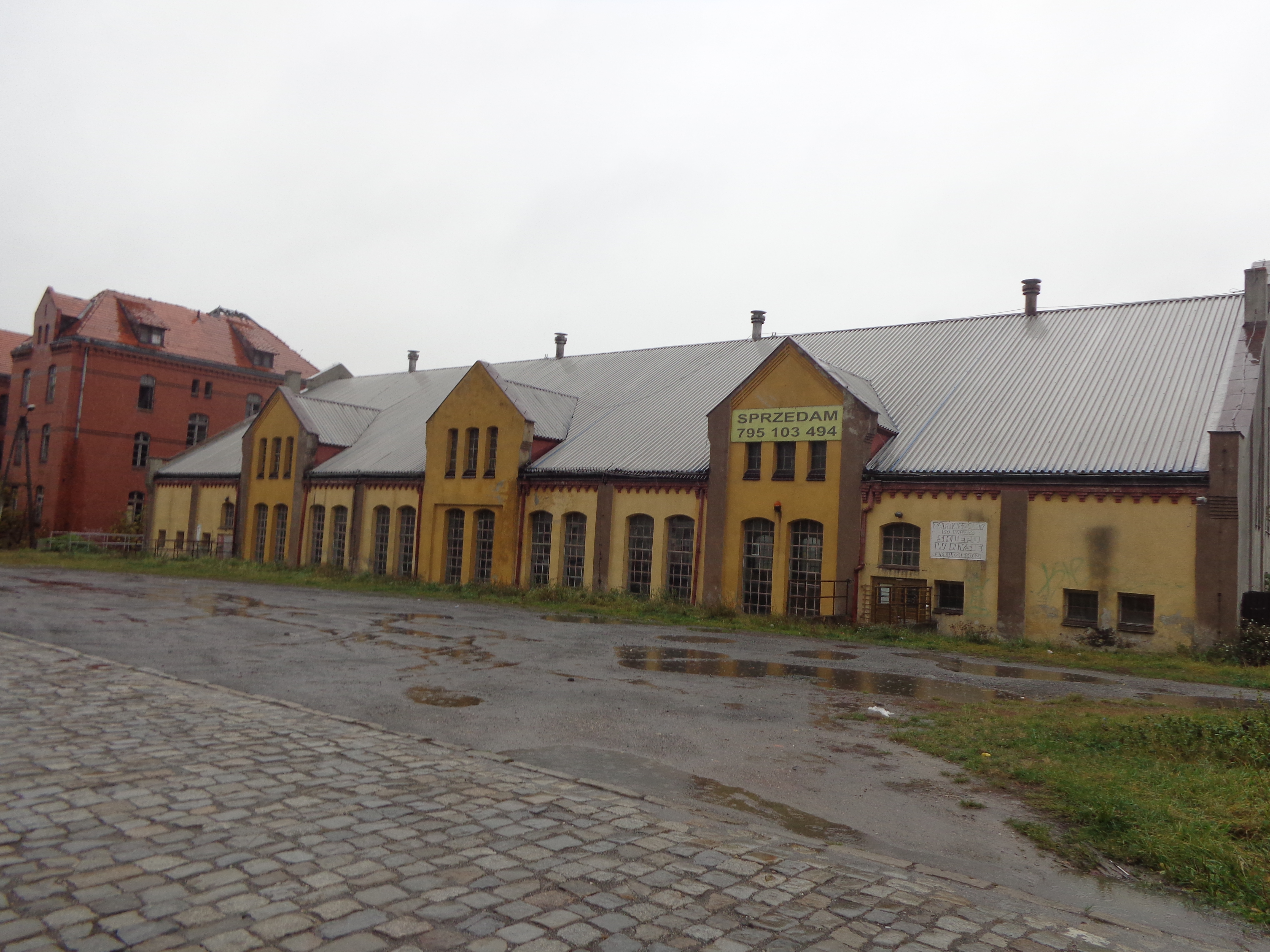
Hala w koszarach przy ul. Grunwaldzkiej, w której koszykarze Pogoni rozgrywali mecze domowe do 1989

Dzięki lokalnej jednostce wojskowej, mecze mistrzowskie Pogoni odbywały się w hali sportowej w koszarach przy ul. Grunwaldzkiej. W 1955 Pogoń występowała w klasie B grupy Nysa, w której grały także: Zryw Nysa, Stal Brzeg, LZS Nysa i Start Prudnik. W składzie Pogoni występowali: Zenon Szeliga, Andrzej Rogowski, Mieczysław Nagrodzki, Edward Chadryś, Bolesław Jeziorowski, Bogusław Płomiński, Maciej Rokicki, Fryderyk Mączka, Bolesław Lewicz i Jerzy Gach. Drużynę Pogoni zasilili koszykarze rozwiązanego Startu Prudnik. W 1956 drużyna uzyskała awans do klasy A. W sezonie 1958, po wygranym meczu z Łącznością Opole 60:40, Pogoń Prudnik zajęła drugie miejsce w klasie i awansował do III ligi międzywojewódzkiej. W tymże roku drużyna juniorów Pogoni zdobyła wicemistrzostwo województwa.
Na zakończenie sezonu 1958/1959 Pogoń Prudnik uplasowała się w dolnej części tabeli III ligi. Przez reorganizację systemu rozgrywek prowadzonych przez Polski Związek Koszykówki, Pogoń wróciła do opolskiej klasy A z możliwością bezpośredniego awansu do II ligi.

### Lata 60.
Sezon 1960/1961 klub sklasyfikował się na czwartym miejscu w tabeli wśród dziesięciu drużyn w klasie A. Następny sezon, 1961/1962, Pogoń zakończyła lokując się na pozycji lidera. W dniach od 6 do 8 kwietnia 1962 w Prudniku odbyły się baraże o awans do II ligi. Oprócz Pogoni Prudnik, wzięły w nich udział kluby: Stella Gniezno, Polonia Świdnica, Lechia Zielona Góra. Pogoń wygrała z Polonią Świdnica 61:44 oraz przegrała z Lechią Zielona Góra 86:63 i Stellą Gniezno 73:72. Prudniczanie mogli przegrać z Gnieznem, ale różnicą nie większą niż 5 punktami. Spotkanie zakończyło się jednopunktowym zwycięstwem po dogrywce Stelli, który dał awans Pogoni. Był to pierwszy raz, kiedy zespół z Opolszczyzny znalazł się w krajowej czołówce.

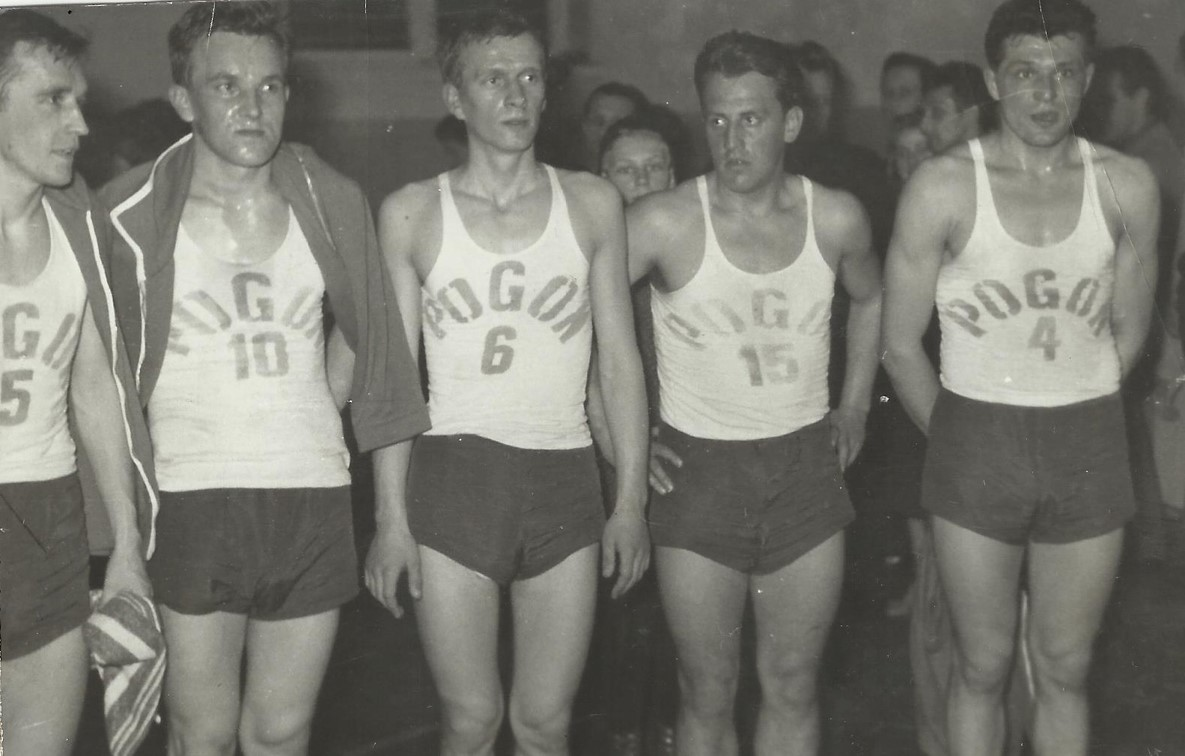
Zawodnicy Pogoni: (od lewej) Rogowski, Chadryś, Rowiński, Markiewicz i Pałka (1963)

Swój pierwszy sezon w II lidze, 1962/1963, Pogoń zakończyła na dziewiątej pozycji w tabeli, z bilansem 8 zwycięstw i 12 porażek. Uchwałą Głównego Komitetu Kultury Fizycznej i Turystyki z 7 maja 1963 centralna II liga koszykówki została rozwiązana. Tym samym Pogoń Prudnik wróciła do ligi okręgowej. Kolejny sezon, 1963/1964, klub zakończył na pierwszej pozycji w tabeli ligi okręgowej, zdobywając tytuł mistrza Opolszczyzny, po czym przystąpił do turnieju barażowego o awans do I ligi, rozegranego w dniach 13–15 marca 1964 w Poznaniu. Wzięły w nim udział drużyny: Pogoń Prudnik, Zastal Zielona Góra, AZS Poznań i Ślęza Wrocław. Pogoń nie wygrała żadnego spotkania i nie uzyskała awansu do I ligi.
W sezonie 1964/1965 Pogoń ponownie została mistrzem ligi okręgowej i wzięła udział w barażach o I ligę. Pierwszy mecz, z Tęczą Kielce, prudniczanie wygrali 74:68. W meczu rewanżowym Pogoń uległa na własnym parkiecie 68:70. Po zwycięstwie w dwumeczu, Pogoń wzięła udział w turnieju finałowym o wejście do I ligi, rozegranym w dniach 9–11 kwietnia 1965 we Wrocławiu. Uczestniczyły w nim cztery drużyny: Pogoń Prudnik, Olimpia Poznań, Ślęza Wrocław i Zawisza Bydgoszcz. Przegrywając wszystkie mecze, Pogoń zajęła ostatnie miejsce w tabeli i ponownie nie uzyskała awansu do I ligi.
Przed rozpoczęciem rozgrywek ligowych, w 1965 Pogoń Prudnik wygrała rozgrywki o Puchar Wojewódzkiej Komisji Związków Zawodowych, pokonując Metal Kluczbork i Stal Racibórz. W lidze okręgowej, w sezonie 1965/1966, klub ponownie został mistrzem Opolszczyzny i reprezentował ją w rozgrywkach o wejście do I ligi. Mecz eliminacyjny o awans do I ligi, rozegrany 27 marca 1966 w Prudniku, Pogoń przegrała 68:70 z Baildonem Katowice.
Decyzją Polskiego Związku Koszykówki, w sierpniu 1966 reaktywowano rozgrywki II ligi. Sekcja koszykarska Pogoni Prudnik ponownie znalazła się w gronie zespołów drugoligowych. W tabeli końcowej II ligi na sezon 1966/1967 Pogoń znalazła się na szóstym miejscu wśród dziesięciu zespołów. 17 października 1966 Pogoń uległa po dogrywce Baildonowi Katowice 74:76 w eliminacjach do spartakiady centralnej. W tym samym roku, drużyna juniorów Pogoni zdobyła mistrzostwo Opolszczyzny. Zajęli też drugie miejsce w półfinałach mistrzostw Polski juniorów. W sezonie 1967/1968 koszykarze Pogoni kontynuowali grę w II lidze, w grupie A. Zakończyli sezon na szóstym miejscu w tabeli. Po sezonie 1968/1969, w którym klub zajął ostatnią pozycję w tabeli II ligi, Pogoń została zdegradowana. W tymże roku zdobyła Puchar Okręgowego Związku Koszykówki. Sezon 1969/1970 klub spędził w lidze okręgowej.

### Lata 70.
W sezonie 1970/1971 utworzono została III liga, nazywana międzywojewódzką. Pogoń Prudnik uzyskała do niej awans, znajdując się w grupie dla 15 drużyn z okręgów rzeszowskiego, krakowskiego, katowickiego i opolskiego. W tabeli końcowej sezonu klub zajął szóste miejsce. Drużyna juniorów młodszych zdobyła tytuł mistrzów Opolszczyzny i uczestniczyła w półfinałach mistrzostw Polski. Seniorzy w 1971 zdobyli Puchar Opolskiego Związku Koszykówki.
Sezon 1971/1972 Pogoń zakończyła na siódmym miejscu w tabeli ligowej. W kolejnym sezonie, 1972/1973, prudniczanie zajęli trzecią pozycję w tabeli. Do sezonu 1973/1974 Pogoń przystąpiła osłabiona, ponieważ drużynę opuścili Edward Mróz i Adam Dudek. Udało jej się utrzymać w rozgrywkach III ligi po zajęciu 11. miejsca w tabeli.

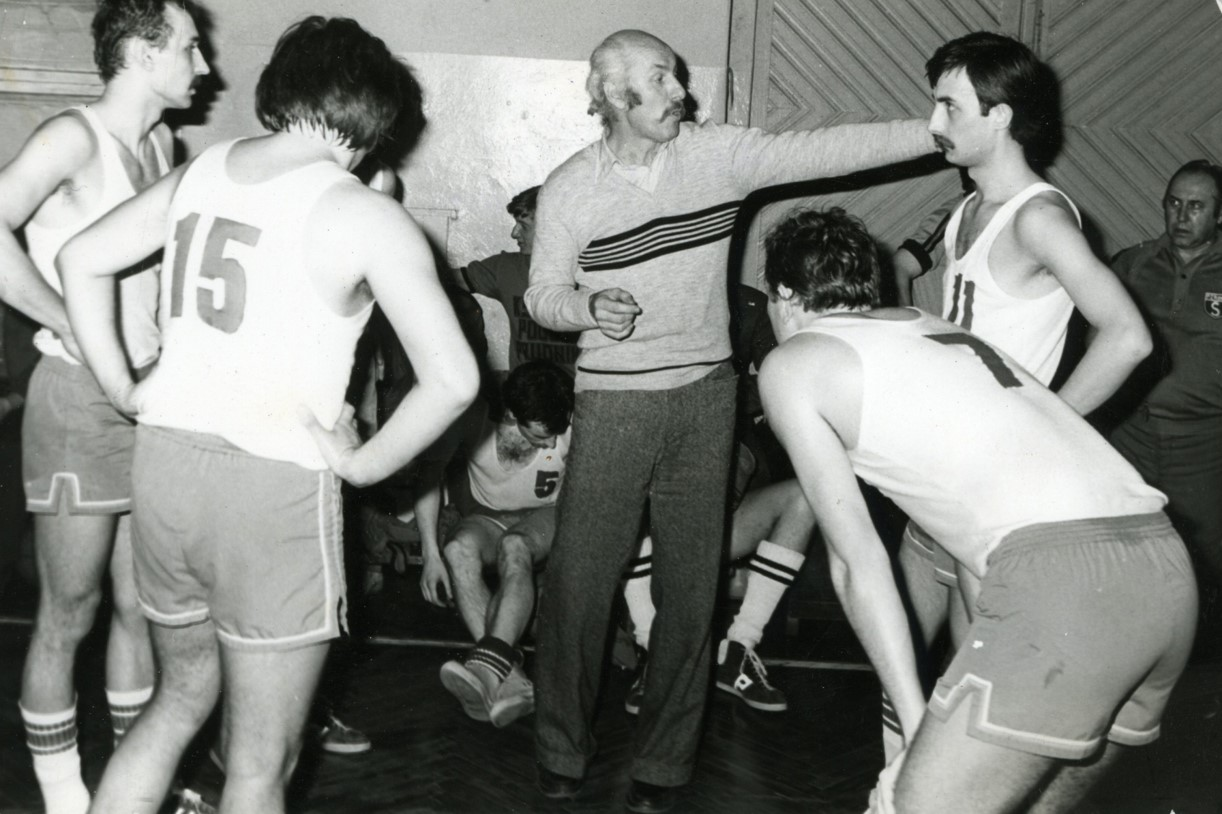
Włodzimierz Kuśmierczyk, trener Pogoni w latach 1976–1982

Na zakończenie sezonu 1974/1975 Pogoń ulokowała się w środku tabeli, na szóstym miejscu. W 1976 dokonano reorganizacji rozgrywek. Województwa: opolskie, kaliskie i sieradzkie stworzyły jedną grupę. W sezonie 1976/1977 Pogoń zajęła trzecie miejsce w tabeli ligi międzywojewódzkiej (klasy A). Sezon 1977/1978 Pogoń zakończyła na trzecim miejscu tabeli III ligi. Klub wziął udział w turnieju finałowym o Puchar Polski strefy katowickiej, z udziałem ROW Rybnik, AZS Gliwice i Stali Ostrów Wielkopolski. Pogoń wygrała dwa mecze i przegrała jeden, zajmując drugą pozycję. W sezonie 1978/1979 zespół w dalszym ciągu występował w III lidze południowej. Po pierwszej rundzie Pogoń plasowała się na czwartej pozycji w tabeli. Na zakończenie sezonu znalazła się na miejscu trzecim.

### Lata 80.
Po sezonie 1979/1980 Pogoń przystąpiła do gry w Pucharze Polski. Wywalczyli pierwsze miejsce na turnieju koszykówki w Raciborzu. Po 36 kolejkach III ligi Pogoń Prudnik i sklasyfikowana na pierwszym miejscu w tabeli Pogoń Ruda Śląska zdobyły równą ilość punktów. W bezpośrednich pojedynkach prudniczanie zwyciężyli dwukrotnie na własnej hali, lecz również dwukrotnie przegrali w Rudzie Śląskiej. Dzięki korzystniejszej różnicy małych punktów, tytuł mistrzowski III ligi zdobyła Pogoń Ruda Śląska, a Pogoń Prudnik została wicemistrzem.
Pogoń zdobyła mistrzostwo III ligi w sezonie 1981/1982, zaliczając tylko jedną porażkę w spotkaniu wyjazdowym z ROW Rybnik. Przystąpiła do baraży o awans do II ligi. Turniej barażowy został rozegrany w dniach 8–10 maja 1982 w Prudniku, z udziałem Pogoni Prudnik, Turowa Zgorzelec, AZS Lublin i AZS Kraków. Drużyna Pogoni pokonała AZS Lublin 81:66, Turów Zgorzelec 69:67 i AZS Kraków 58:56, dzięki czemu zajęła pierwsze miejsce i zagwarantowała sobie awans do II ligi.

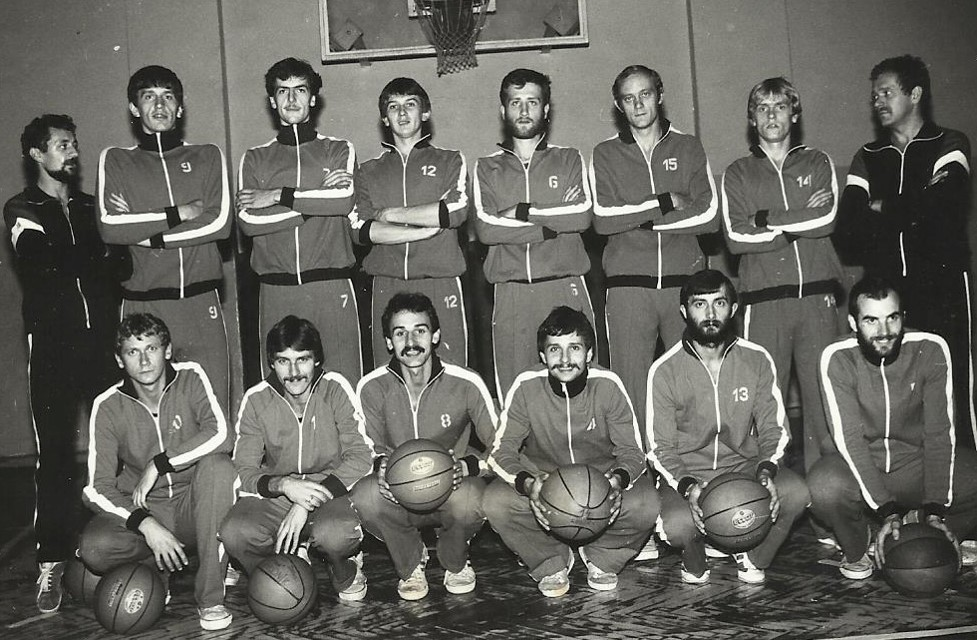
Skład Pogoni na sezon 1984/1985

W sezonie 1982/1983 Pogoń Prudnik ulokowała się na miejscu 6 w tabeli II ligi grupy A. W kolejnym sezonie, 1983/1984, zajęła dziewiąte miejsce na dziesięć klubów. Udało jej się utrzymać w lidze dzięki reorganizacji systemu rozgrywek, w ramach której II liga została powiększona do 12 zespołów. Na zakończenie sezonu 1984/1985 Pogoń uplasowała się na siódmym miejscu w tabeli. Drużyna kadetów klubu, grająca pod nazwą MKS Pogoń Prudnik, awansowała do finału XI Ogólnopolskiej Spartakiady Młodzieży we Wrocławiu, który odbył się w dniach 14–19 maja 1985. W klasyfikacji finału zajęła szóste miejsce. W tym samym roku kadeci zostali brązowymi medalistami mistrzostw Polski MKS-ów.

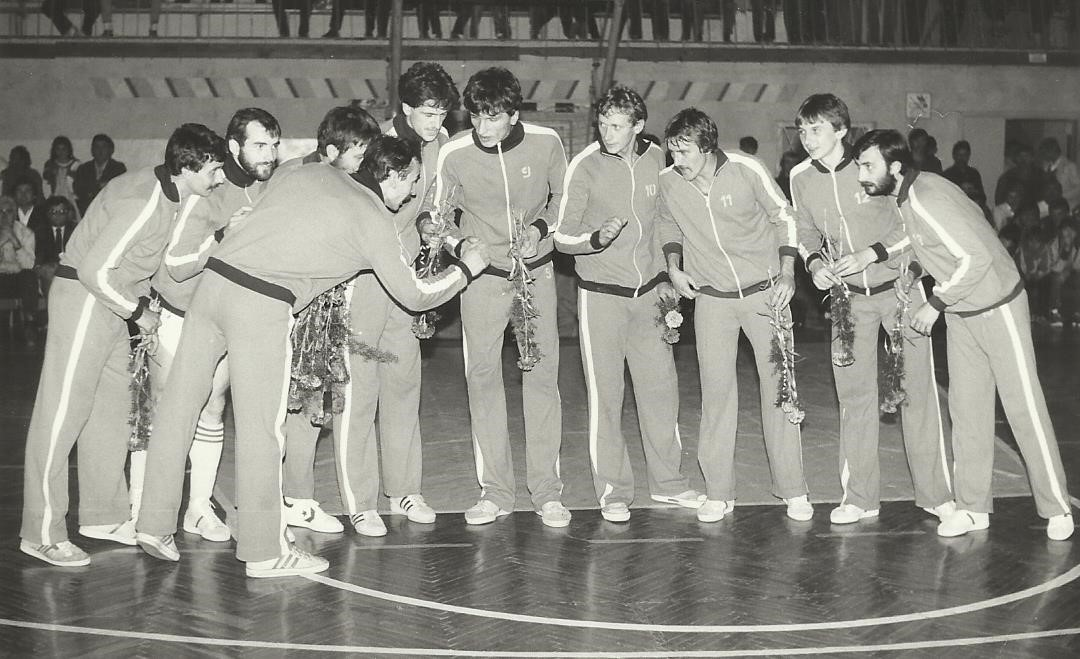
Mobilizacja drużyny przed meczem (1984)

Klub przymierzał się do boju o I ligę w sezonie 1985/1986. Pomimo ambicji, na zakończenie sezonu zajął piąte miejsce w tabeli. Drużyna juniorów Pogoni Prudnik zajęła piąte miejsce w finałach mistrzostw Polski juniorów w Gdańsku.

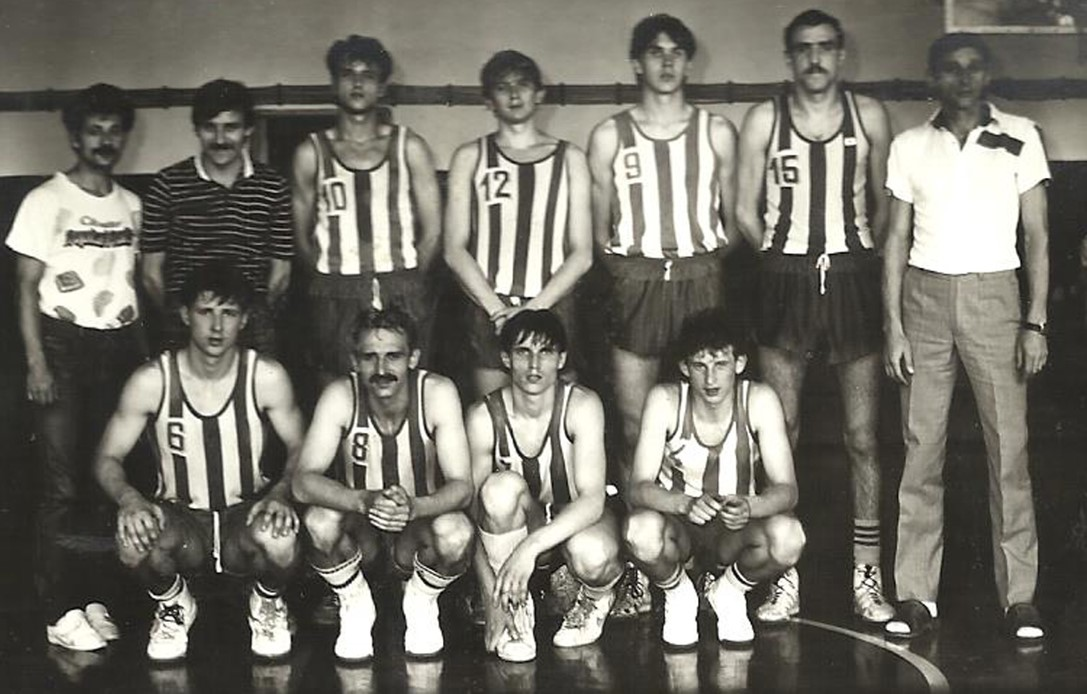
Skład Pogoni na sezon 1986/1987

W ciągu sezonu 1986/1987 Pogoń przegrała jedynie dwa mecze domowe. W tabeli końcowej znalazła się na czwartej pozycji. W lipcu i wrześniu 1986 koszykarze wzięli udział w obozach w Nowym Targu i Cetniewie. Sezon 1987/1988 drużyna zakończyła na piątym miejscu w tabeli. W 1987 klub wygrał rozgrywki Mistrzostw Polski młodzików rozegrane w Częstochowie. Na Mistrzostwach w 1988 Pogoni nie udało się obronić mistrzowskiego tytułu, jednak zajęła wysokie V miejsce. W sezonie 1988/1989 klub zajął piąte miejsce w tabeli II ligi, z bilansem 12 zwycięstw i 10 porażek. Pogoń była jedyną drużyną, której udało się pokonać lidera rozgrywek – Stal Stalowa Wola. Według stanu na 1989, sekcja koszykówki Pogoni Prudnik łącznie ze szkołami i MKS-em liczyła 121 członków. Zawodnicy występowali w pięciu zespołach: dwie drużyny seniorów (II liga i klasa strefowa) oraz trzy drużyny młodzieżowe.
Po kilkudniowych treningach przed rozpoczęciem sezonu 1989/1990, koszykarze wzięli udział w obozach w Brennej i Cetniewie. Do drużyny dołączyło dwóch obcokrajowców z ZSRR: Jurij Gonczarow i Władimir Teslenko. Organizację meczów koszykarskiej sekcji Pogoni Prudnik przeniesiono do otwartej w kwietniu 1989 hali widowiskowo-sportowej „Obuwnik” przy ul. Łuczniczej 1. Klub zakończył sezon na trzecim miejscu w tabeli II ligi.

### Lata 90.
Sezon 1990/1991 Pogoń zakończyła na siódmym miejscu w tabeli II ligi, notując 11 zwycięstw i 11 porażek. Nowym trenerem klubu został Rosjanin – Aleksiej Agapiejew. Jurin Gonczarow, pochodzący z ZSRR zawodnik Pogoni, był pierwszym obcokrajowcem potwierdzonym przez Polski Związek Koszykówki do gry w II lidze. Na sezon 1991/1992 pozyskany został kolejny zawodnik zza granicy: Oleg Koczetow. Klub ponownie zakończył sezon na siódmym miejscu w tabeli, z bilansem 11 zwycięstw i 11 porażek, ze stratą 3 punktów do podium. Udało mu się pokonać Spartakusa Jelenia Góra i Baildon Katowice, kolejno mistrza i wicemistrza ligi.

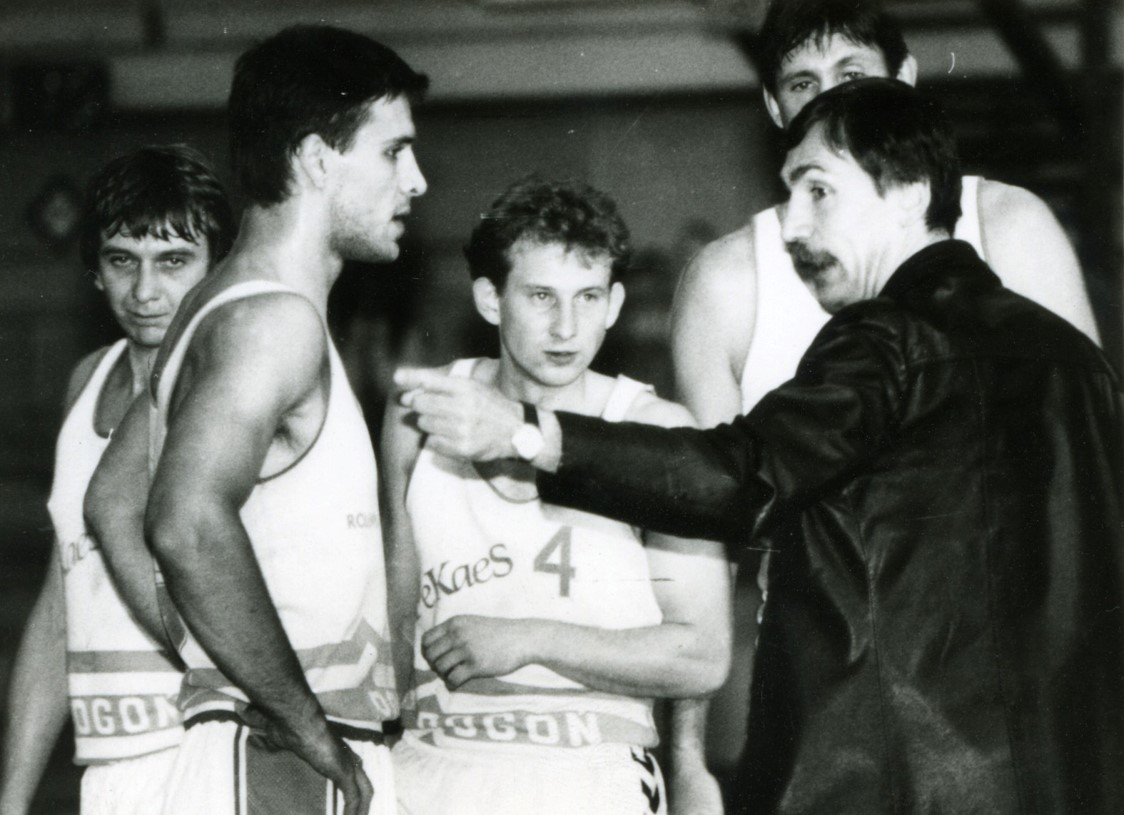
Aleksiej Agapiejew, trener Pogoni w latach 1991–1994

W 1993 roku patronatem klubu przestały być Zakłady Przemysłu Bawełnianego „Frotex”, a sekcja koszykówki stała się sekcją autonomiczną. Po raz pierwszy w historii II ligi, w sezonie 1992/1993 wprowadzono fazę play-off. Po zakończeniu sezonu zasadniczego Pogoń Prudnik plasowała się na trzecim miejscu w tabeli ligowej, zdobywając 15 wygranych, dzięki czemu wzięła udział w fazie play-off. Wygrała pierwszą rundę, w której w trzech meczach dwa razy pokonała Pogoń Ruda Śląska. W drugiej rundzie, w której zmierzyła się z Polonią Przemyśl, pierwszy mecz został wygrany przez Pogoń Prudnik 103:86, natomiast drugi i trzeci wygrała Polonia (85:62 i 64:63). Po trzecim meczu, kibice Polonii Przemyśl wybili szyby w autokarze Pogoni Prudnik. Dwa mecze trzeciej rundy play-off przeciwko Startowi Lublin zakończyły się wygraną Pogoni (92:80 i 106:92). Dzięki temu zwycięstwu, Pogoń zajęła trzecie miejsce w klasyfikacji końcowej. W całym sezonie klub wygrał 18 meczów, w tym 7 na wyjeździe i 11 domowych.
Przed startem sezonu 1993/1994 zorganizowano turniej o puchar „Tygodnika Prudnickiego”. Puchar zdobyła Pogoń Prudnik, wygrywając wszystkie mecze: z Pogonią Ruda Śląska (116:73), Unią Tarnów (96:92) i Wisłą Kraków (101:81). W rundzie zasadniczej sezonu Pogoń, z bilansem 18 zwycięstw i 4 porażek, zajmowała trzecią pozycję w tabeli. Wygrała pierwszą rundę play-off przeciwko Pogoni Ruda Śląska. W drugiej rundzie uległa Startowi Lublin. W trzeciej przegrała pierwszy mecz z Unią Tarnów, a drugi wygrała. W rezultacie w finalnej klasyfikacji Pogoń Prudnik znalazła się na czwartym miejscu w tabeli.
Pogoń rozegrała dwa sparingi z reprezentacją Algierii w listopadzie 1994, odnosząc jedno zwycięstwo i jedną porażkę. Sezon zasadniczy 1994/1995 Pogoń zakończyła na czwartym miejscu w tabeli II ligi. W pierwszej rundzie play-off Pogoń Prudnik pokonała w dwóch meczach Legię Warszawa (99:75 i 112:69). Następnie w obu meczach drugiej rundy uległa Unii Tarnów (88:92 i 80:99). W trzeciej rundzie w pierwszym meczu przegrała z Wisłą Kraków 88:95, a w drugim wygrała 90:85. Ostatecznie klub pozostał na czwarty miejscu w tabeli.
Przed sezonem 1995/1996 zarząd klubu zmagał się z problemami finansowym, co mogło doprowadzić do wycofania drużyny z rozgrywek II ligi. Pogoń przystąpiła jednak do rozgrywek, zajmując trzecie miejsce w rundzie zasadniczej. W fazie play-off wygrała tylko dwa mecze, przez co o klasyfikacji końcowej znalazła się na ósmym miejscu.
Z powodu trwających problemów finansowych, Pogoń planowała fuzję z klubem Strzała Opole. Do fuzji nie doszło, ponieważ opolski klub postawił warunek, że drużynie będzie rozgrywać mecze w Opolu, na co nie wyraził zgody zarząd Pogoni Prudnik. W sezonie regularnym 1996/1997 klub odniósł jedynie trzy zwycięstwa. W walce o utrzymanie w lidze uległa Resovii Rzeszów, przez co po 15 sezonach gry na zapleczu ekstraklasy musiała opuścić II ligę.
Po degradacji z zaplecza ekstraklasy, Pogoń Prudnik w sezonie 1997/1998 brała udział w rozgrywkach III ligi śląskiej, prowadzonej przez Okręgowy Związek Koszykówki w Katowicach. Utrzymała się w niej, zajmując 10. miejsce w tabeli na 12 drużyn. W kolejnym sezonie, 1998/1999, ulokowała się na trzecim miejscu w tabeli i przystąpiła do fazy play-off. W pierwszej rundzie pokonała AZS Częstochowa (75:61 i 63:62). W drugiej rundzie przegrała pierwszy mecz z Mickiewiczem Katowice 54:64, a drugi wygrała 82:72. W pierwszym meczu trzeciej rundy wygrała z Pogonią II Ruda Śląska 108:77, a w drugim przegrała 58:69.
W sezonie 1999/2000 Pogoń przystąpiła do rozgrywek nowoutworzonej III ligi opolskiej. Zakończyła sezon na pierwszym miejscu w tabeli i bezskutecznie wzięła udział w turnieju o wejście do II ligi.

### Lata 2000–2010
W sezonie 2000/2001 drużyna występowała w III lidze wrocławskiej. W turnieju o awans do II ligi, który odbył się w Puławach, Pogoń odniosła trzy zwycięstwa przeciwko: Odrze Wodzisław, Pogonią Puławy i Olimpią Legnica. W kolejnym turnieju, który odbył się w Kielcach, Pogoń Prudnik przegrała mecze z Koroną Kraków i Lafarge Kielce. Pogoń nie uzyskała wysokiej wygranej, która była warunkiem awansu. W kolejnym sezonie, 2001/2002, Pogoń wystartowała w rozgrywkach III ligi śląskiej. W rundzie zasadniczej została sklasyfikowana na szóstym miejscu na dziewięć zespołów i wzięła udział w fazie play-off. W pierwszej rundzie w trzech meczach z MOSM Bytom klub odniósł jedno zwycięstwo i dwie porażki. W sezonie 2002/2003 klub kontynuował grę w lidze śląskiej.
Decyzją Polskiego Związku Koszykówki, Pogoń Prudnik otrzymała zaproszenie do rozgrywek II ligi w sezonie 2003/2004. Pogoń zajęła 12. miejsce w tabeli wśród 15 drużyn i wzięła udział w barażach o pozostanie w II lidze. Utrzymała się w niej dzięki wygranej z Piotrcovią Piotrków Trybunalski. W klasyfikacji końcowej II ligi sezonu 2004/2005 klub zajął dziesiąte miejsce. Na zakończenie sezonu 2005/2006 uplasował się na miejscu siódmym, notując 13 zwycięstw i 15 porażek.
Na koniec sezonu zasadniczego 2006/2007 Pogoń Prudnik zajęła drugie miejsce w tabeli II ligi, zdobywając 42 punkty przy 18 wygranych i 6 porażkach. W kolejnym sezonie, 2007/2008, po reorganizacji rozgrywek, klub zajął czwarte miejsce w II lidze, notując 17 wygranych i 11 porażek. Drużyna awansowała do fazy play-off, z której odpadła po przegranej z Sudetami Jelenia Góra w pierwszej rundzie. W sezonie 2008/2009 Pogoń zajęła szóste miejsce w tabeli II ligi, a w sezonie 2009/2010 dziewiąte.

### Lata 2010–2020

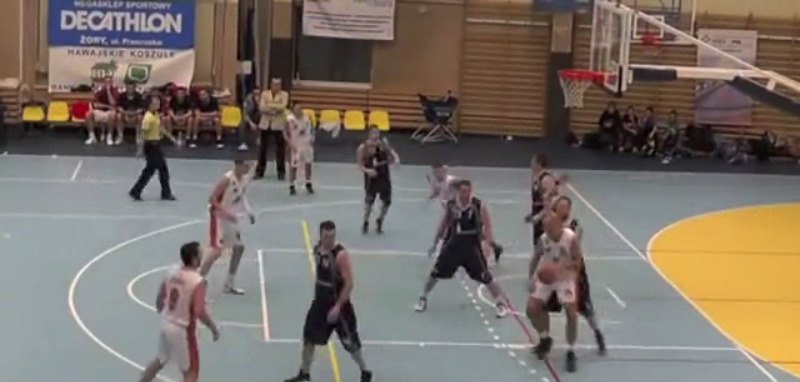
Pogoń Prudnik w meczu z Hawajskimi Koszulami Żory (20 grudnia 2011)

W 2010 Pogoń Prudnik zajęła drugie miejsce w turnieju o Puchar Prezesa Opolskiego Związku Koszykówki. W klasyfikacji końcowej sezonu 2010/2011 uplasowała się na trzynastym miejscu wśród szesnastu drużyn. W sezonie 2011/2012 w grupie B II ligi występowało 14 drużyn – o dwie mniej niż w poprzednich rozgrywkach. Pogoń Prudnik zakończyła sezon plasując się na czwartym miejscu w tabeli. W pierwszej rundzie fazy play-off Pogoń wygrała dwa spotkania z WKK Wrocław (83:42 i 85:38). W drugiej rundzie wygrała pierwszy mecz ze Śląskiem Wrocław 73:71, a drugi i trzeci przegrała 63:72 i 56:84. Klub zakończył sezon z bilansem 20 wygranych i 11 porażek.

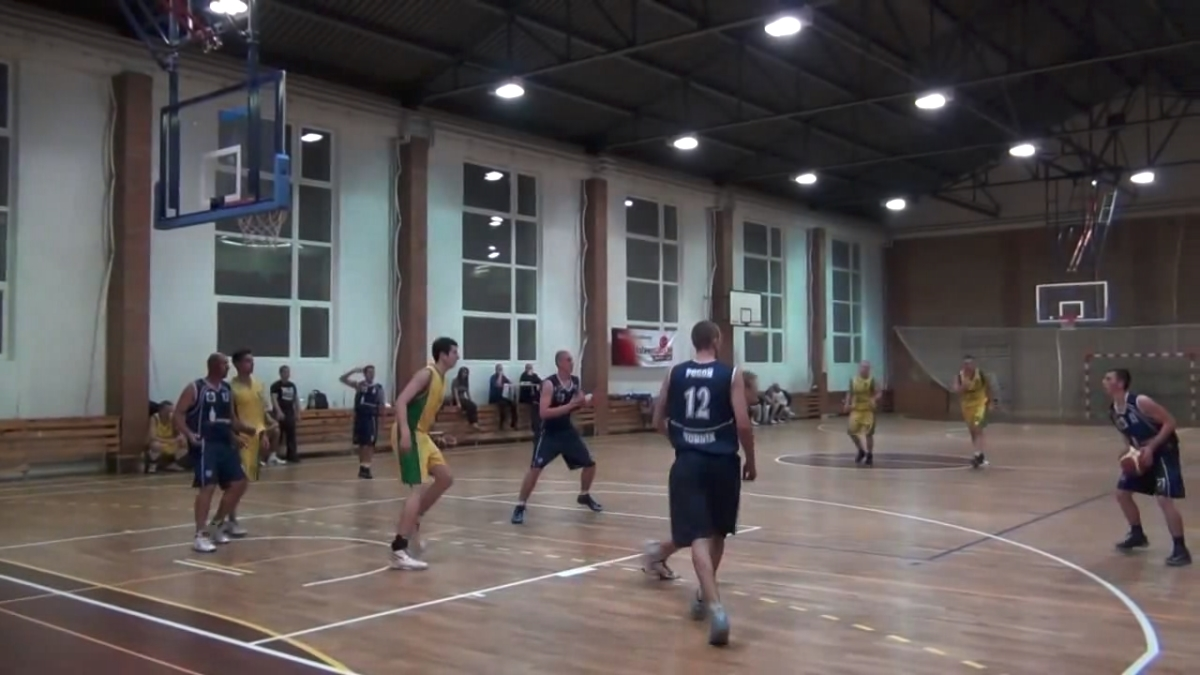
Pogoń Prudnik w meczu z PGKiM Ozimek (17 października 2012)

Dwa tygodnie przed inaugurację sezonu 2012/2013 Pogoń Prudnik wygrała turniej o Puchar Prezesa Opolskiego Związku Koszykówki. W sezonie zasadniczym zajęła trzecie miejsce na 11 drużyn i przeszła do fazy play-off. W pierwszej rundzie wygrała dwa mecze z GKS Tychy (79:61 i 87:74), w drugiej rundzie w rywalizacji z WKK Wrocław wygrała jeden mecz i przegrała dwa (62:83, 82:68 i 74:91). W sezonie zasadniczym 2013/2014 Pogoń zajęła szóste miejsce w tabeli II ligi i ponownie odpadła z fazy play-off po drugiej rundzie.

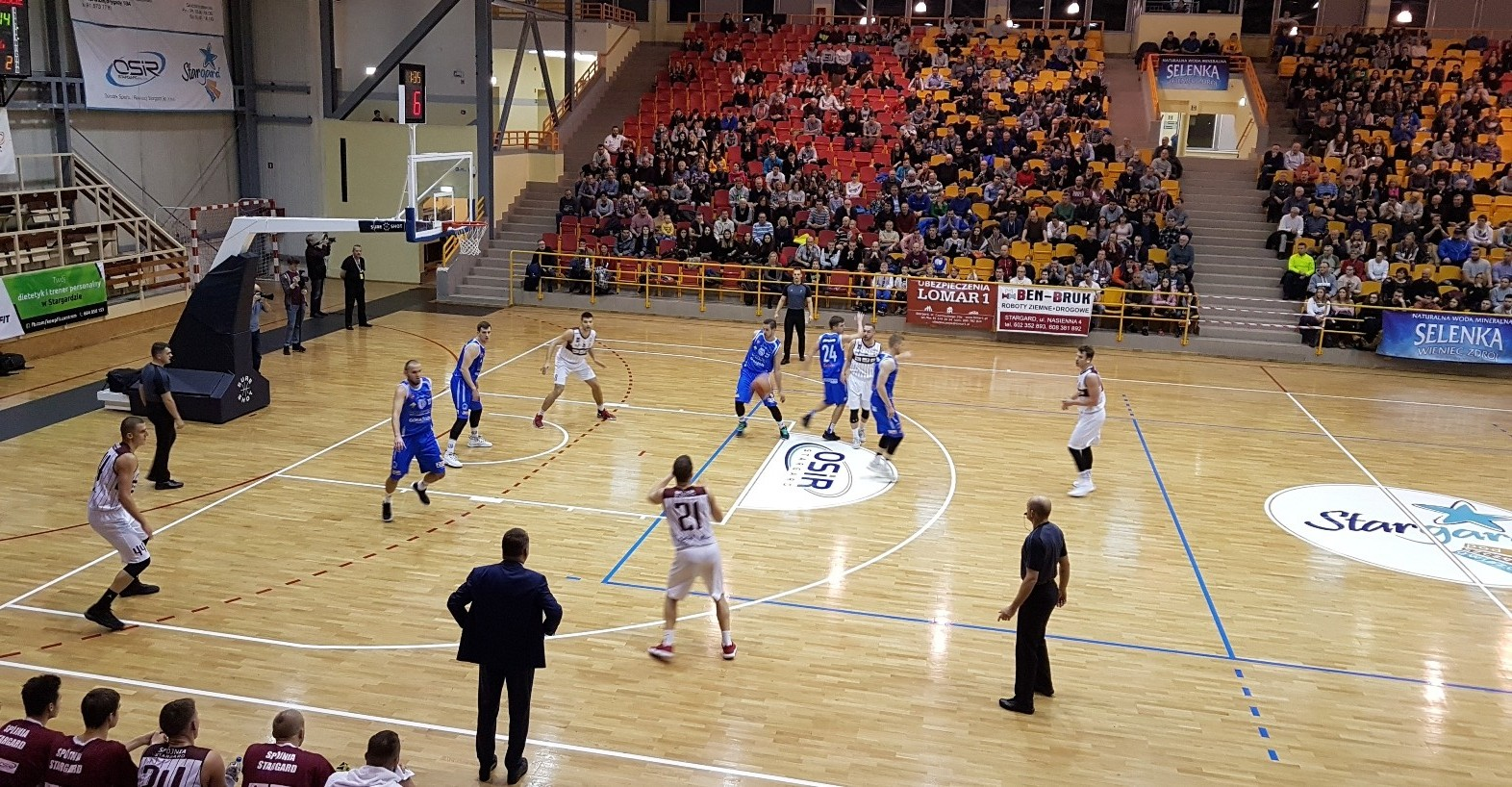
Mecz Pogoni Prudnik ze Spójnią Stargard (25 listopada 2017)

Decyzją Polskiego Związku Koszykówki, w lipcu 2014 Pogoń Prudnik został zaproszony do rozgrywek I ligi. Zarządowi klubu udało się zbudować odpowiedni budżet oraz pozyskać sponsora – Meritumkredyt. W sezonie 2014/2015, notując 10 wygranych i 14 przegranych meczów, Pogoń zajęła jedenaste miejsce w tabeli wśród czternastu drużyn I ligi. W fazie play-out pokonała AZS Poznań, utrzymując się w I lidze.

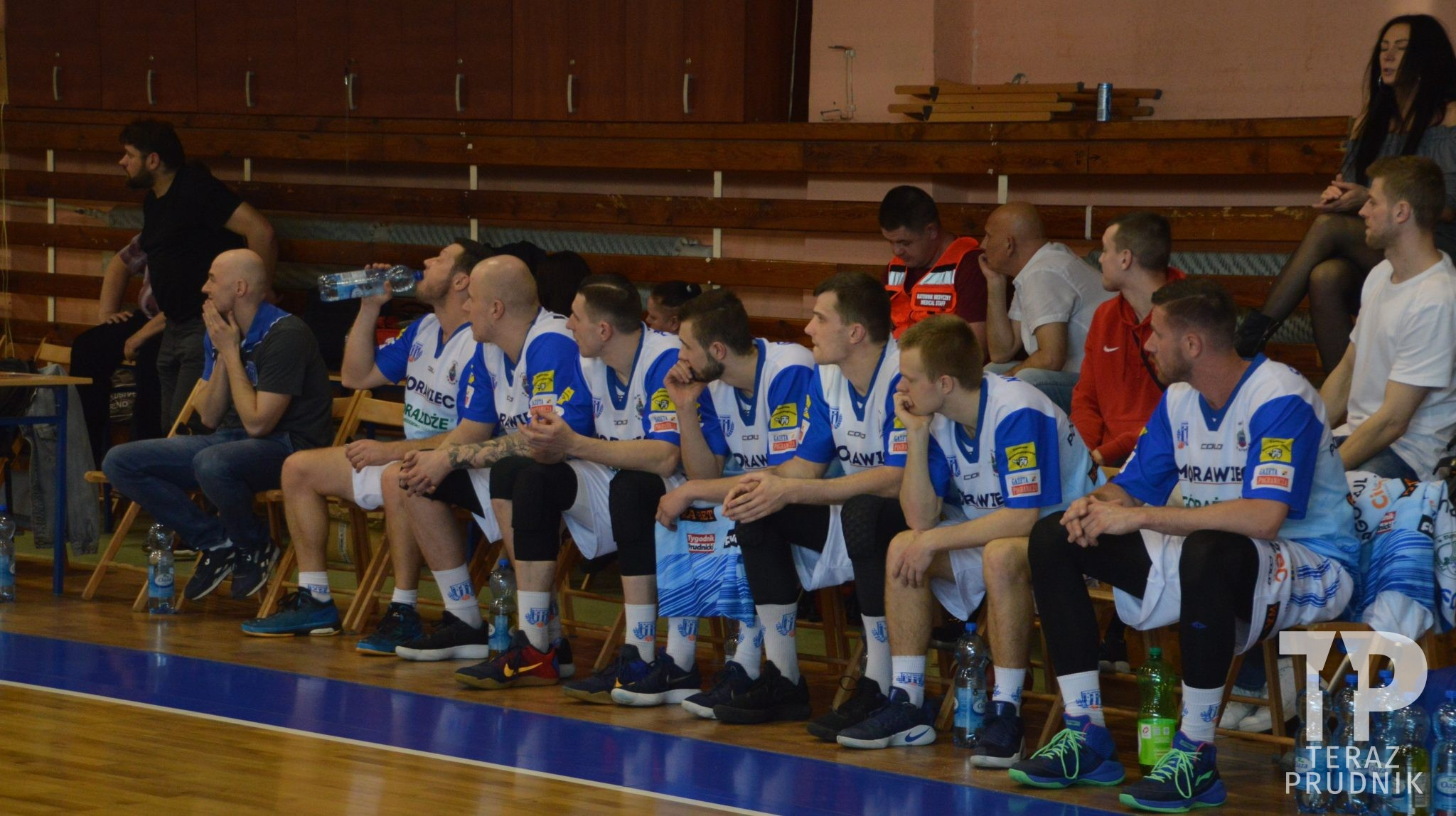
Zawodnicy Pogoni w meczu z Doralem Nysa Kłodzko (14 kwietnia 2018)

Na koniec sezonu zasadniczego 2015/2016 Pogoń uplasowała się na siódmym miejscu wśród szesnastu drużyn. W 2015 klub został odznaczony Odznaką Honorową Powiatu Prudnickiego. W sezonie 2016/2017 drużyna ponownie znalazła się na pozycji siódmej w tabeli. W pierwszej rundzie play-off przegrała trzy mecze z Sokołem Łańcut. W sezonie zasadniczym 2017/2018 zajęła trzynaste miejsce w tabeli i wzięła udział w fazie play-out. W czterech meczach trzy razy pokonała Doral Nysa Kłodzko i raz uległa (56:58, 77:54, 65:63, 81:68).

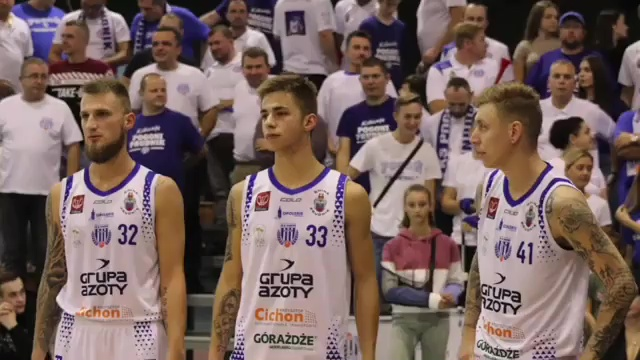
Zawodnicy Pogoni: Patryk Garwol, Maciej Garwol, Adrian Suliński (2019)

W sezonie 2018/2019 Pogoń zajęła dziesiąte miejsce w tabeli I ligi. Rozgrywki sezonu 2019/2020 zostały przerwane przedwcześnie z powodu pandemii COVID-19. Na podstawie wyników z niepełnego sezonu, Pogoń sklasyfikowała się na ósmym miejscu w tabeli.

### Od 2020

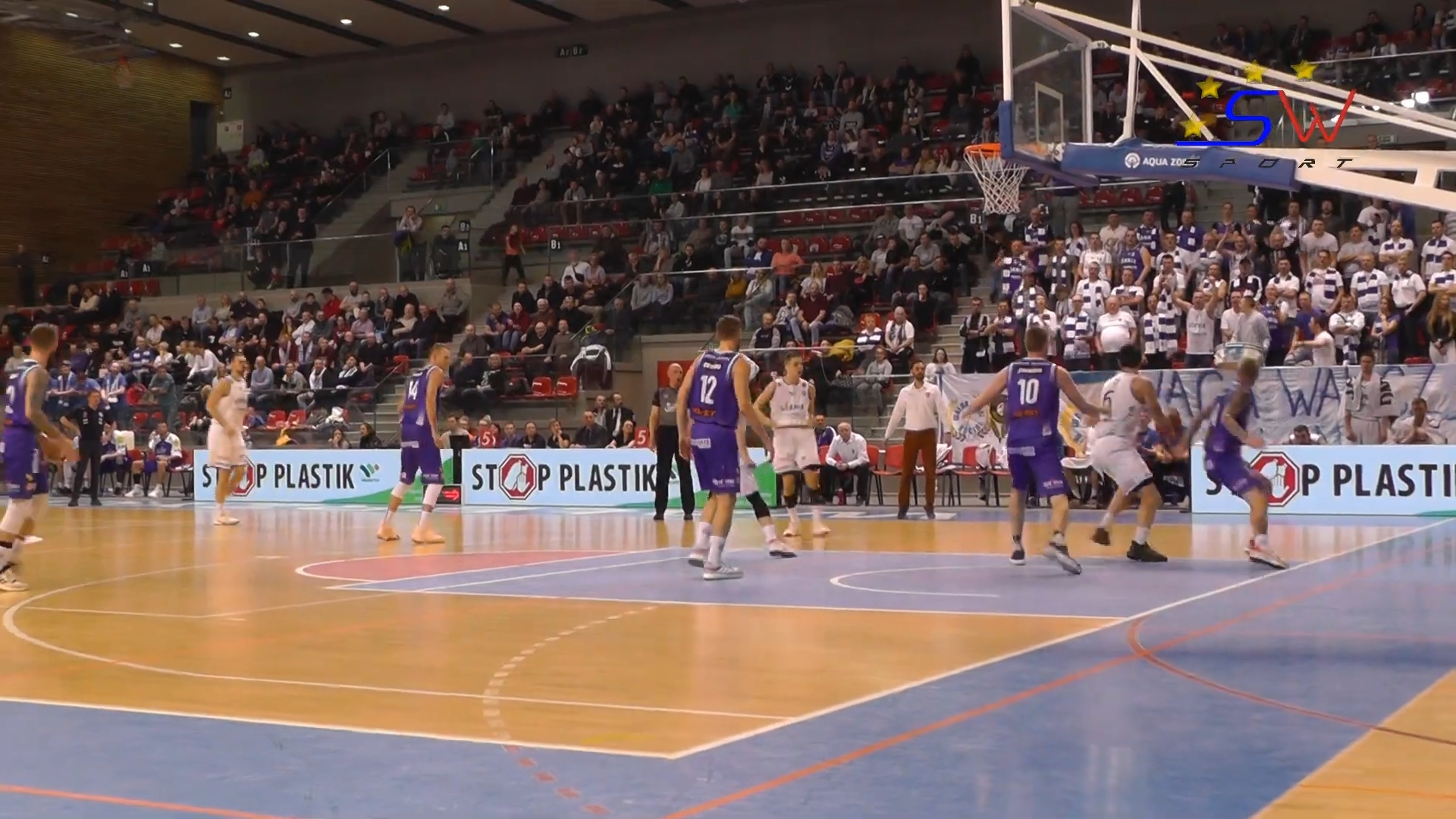
Pogoń Prudnik w meczu z Górnikiem Wałbrzych (12 lutego 2020)

W czasie przygotowań do sezonu 2020/2021 klub zmagał się z problemami finansowymi spowodowanymi pandemią COVID-19. Niższy budżet skutkował budową skromniejszego składu, natomiast już w trakcie sezonu, z powodu zakażeń wirusem SARS-CoV-2 wśród zawodników, zespół był zmuszony zawiesić treningi. Pogoń zakończyła sezon na 14., spadkowej pozycji. Mimo to, klub miał możliwość pozostania w rozgrywkach I ligi, jednak nie został spełniony warunek utrzymania gminnej dotacji na dotychczasowym poziomie. Po siedmiu sezonach z rzędu rozegranych w I lidze, klub został zdegradowany do II ligi.
W sezonie 2021/2022 Pogoń uplasowała się na pierwszym miejscu w grupie D II ligi i została dopuszczona do play-offów. Drużyna pokonała Obrę Kościan i Sokół Ostrów Mazowiecka, przegrywając w ćwierćfinale z AWF-em Mickiewicz Katowice. W tym samym sezonie władze klubu zdecydowały się na przywrócenie szkolenia młodych koszykarzy. Przy klubie została utworzona Akademia Pogoń Prudnik Mini Basket dla dzieci w wieku od 5 do 12 lat dla dziewczynek i chłopców.
10 grudnia 2022 zawodnik Pogoni Prudnik Tomasz Nowakowski zaliczył w meczu z Team-Plast KK Oleśnica drugi quadruple-double w historii polskich rozgrywek ligowych. Zdobył wówczas 11 punktów, 13 zbiórek, 10 asyst i 10 bloków, a Pogoń Prudnik pokonała rywala 101–65. Sezon 2022/2023 Pogoń ponownie zakończyła na pierwszym miejscu w II lidze. Przegrała w ćwierćfinale fazy play-off z Notecią Inowrocław. W sezonie zasadniczym 2023/2024 Pogoń uplasowała się na drugim miejscu w tabeli II ligi. Odpadła z fazy play-off po przegranej z Energą Basket Warszawa w ćwierćfinale.

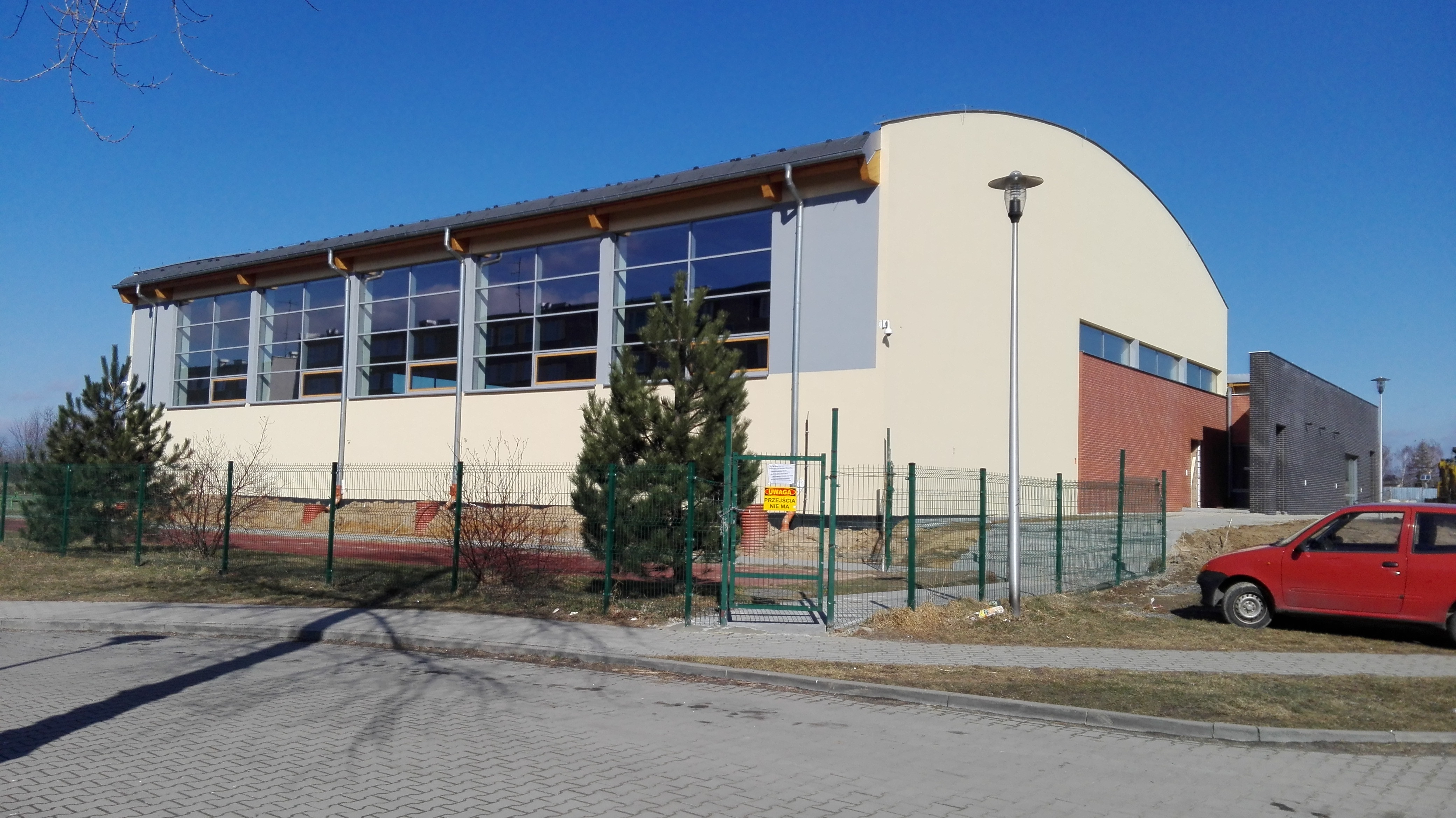
Hala „Sójka”, w której od 2024 odbywają się mecze domowe Pogoni

Powódź we wrześniu 2024 zniszczyła wnętrze hali Pogoni Prudnik. Klub rozpoczął zbiórkę pieniędzy na remont hali i zakup sprzętu. Zbiórkę wsparł finansowo m.in. Marcin Gortat. 28 września 2024 w Warszawie odbył się charytatywny mecz koszykarski „Olimpijczycy i Paraolimpijczycy dla Powodzian”, z którego dochód został przeznaczony na remont hali „Obuwnik”. W meczu wystąpili polscy olimpijczycy reprezentujący różne dyscypliny sportu: Klaudia Zwolińska, Martyna Swatowska-Wenglarczyk, Aleksandra Jarecka, Marta Walczykiewicz, Anastazja Kuś, Anna Puławska, Natalia Madaj-Smolińska, Tomasz Kucharski, Dariusz Kowaluk, Joanna Cupryś-Szwichtenberg, Elżbieta Nowak, Beata Predehl, Damian Czykier, Łukasz Gutkowski, a trenerami drużyn byli Edyta Koryzna i Piotr Renkiel. Na czas odbudowy hali „Obuwnik”, koszykarze Pogoni Prudnik zaczęli rozgrywać mecze domowe w hali Kompleksu Sportowego „Sójka” na Jasionowym Wzgórzu. W sezonie 2024/2025 Pogoń Prudnik zajęła pozycję lidera grupy D w II lidze. Przez przegraną z AWF-em Mickiewicz Katowice odpadła z fazy play-off w ćwierćfinałach po raz czwarty z rzędu.

## Sekcja koszykówki kobiet
Pierwsza wzmianka o kobiecej sekcji koszykówki Pogoni Prudnik znajduje się w dokumentach już w 1953, na rok przed powstaniem sekcji mężczyzn. Po wywalczeniu mistrzostwa województwa w sezonie 1961/1962 zespół koszykarek uczestniczył w turnieju o awans do II ligi, który rozegrano w Świdnicy. Pogoni nie udało się jednak awansować na zaplecze ekstraklasy. W sezonie 1961/1963 zespół zajął ostatnią pozycję w klasie A. W sezonie 1968/1969 koszykarki Pogoni wygrały rozgrywki klasy A. Następny sezon Pogoń zakończyła na drugim miejscu w tabeli. Sekcja koszykówki kobiet została rozwiązana ze względu na brak zaplecza i młodzieży.
W latach 1978–1984 reaktywowana drużyna kobiet występowała w katowickiej lidze okręgowej. Kierownikiem drużyny był Jan Będziak.

## Rozgrywki międzynarodowe
W dniach 12–14 czerwca 1987 Pogoń Prudnik brała udział w turnieju koszykówki w Bańskiej Bystrzycy w Czechosłowacji (obecnie Słowacja). Rywalizowała w niej z klubami Červená Hviezda Banská Bystrica, Baník Cigeľ Prievidza i Baník Handlová. W listopadzie 1994 Pogoń Prudnik rozegrała dwa sparingi z reprezentacją Algierii, odnosząc jedno zwycięstwo i jedną porażkę.
We wrześniu 2013 Pogoń wygrała osiemnastoma punktami mecz z czeskim klubem BK Kondoři Liberec. 22 sierpnia 2014 przegrała 140:69 mecz z klubem BK JIP Pardubice, występującym w czeskiej ekstraklasie. 6 września 2015 w Prudniku odbył się mecz sparingowy między Pogonią i BK Opava (czterokrotny mistrz Czech).

## Rywalizacja lokalna
Ligowe spotkania Pogoni Prudnik z innymi klubami województwa opolskiego określane były jako derby Opolszczyzny. W sezonach 1980/1981, 1997/1998, 1998/1999, 2006/2007, 2007/2008, 2008/2009, 2009/2010, 2010/2011, 2019/2020 i 2020/2021 lokalnym rywalem Pogoni był AZS Politechnika Opolska. W sezonie 1981/1982 przeciwko Pogoni w III lidze występował Piast Brzeg. W sezonie 2000/2001 klub rywalizował z MMKS Zdzieszowice w III lidze dolnośląskiej. W sezonie 2021/2022 Pogoń rozgrywała derby z Basketem Nysa w II lidze.
| Data                                | Mecz                                     | Wynik  | Źródło  |
| ----------------------------------- | ---------------------------------------- | ------ | ------- |
| 1980                                | Pogoń Prudnik – AZS Politechnika Opolska | 121:64 | [ 31 ]  |
| 1980                                | Pogoń Prudnik – AZS Politechnika Opolska | 104:57 | [ 31 ]  |
| 1981                                | AZS Politechnika Opolska – Pogoń Prudnik | 57:70  | [ 129 ] |
| 1981                                | AZS Politechnika Opolska – Pogoń Prudnik | 65:108 | [ 129 ] |
| 1981                                | Pogoń Prudnik – Piast Brzeg              | 137:63 | [ 130 ] |
| 1997                                | AZS Politechnika Opolska – Pogoń Prudnik | 76:92  | [ 65 ]  |
| 1998                                | Pogoń Prudnik – AZS Politechnika Opolska | 93:96  | [ 66 ]  |
| 1998                                | Pogoń Prudnik – AZS Politechnika Opolska | 85:60  | [ 131 ] |
| 1999                                | AZS Politechnika Opolska – Pogoń Prudnik | 61:71  | [ 67 ]  |
| 2000                                | Pogoń Prudnik – MMKS Zdzieszowice        | 91:58  | [ 71 ]  |
| 2001                                | MMKS Zdzieszowice – Pogoń Prudnik        | 91:103 | [ 71 ]  |
| 18 listopada 2006                   | AZS Politechnika Opolska – Pogoń Prudnik | 71:77  | [ 132 ] |
| 10 marca 2007                       | Pogoń Prudnik – AZS Politechnika Opolska | 92:68  | [ 132 ] |
| 1 grudnia 2007                      | Pogoń Prudnik – AZS Politechnika Opolska | 85:82  | [ 133 ] |
| 1 marca 2008                        | AZS Politechnika Opolska – Pogoń Prudnik | 98:74  | [ 133 ] |
| 27 września 2008                    | AZS Politechnika Opolska – Pogoń Prudnik | 67:73  | [ 134 ] |
| 10 stycznia 2009                    | Pogoń Prudnik – AZS Politechnika Opolska | 90:97  | [ 134 ] |
| 10 października 2009                | Pogoń Prudnik – AZS Politechnika Opolska | 53:58  | [ 135 ] |
| 23 stycznia 2010                    | AZS Politechnika Opolska – Pogoń Prudnik | 66:76  | [ 135 ] |
| 2 października 2010                 | Pogoń Prudnik – AZS Politechnika Opolska | 76:84  | [ 136 ] |
| 15 stycznia 2011                    | AZS Politechnika Opolska – Pogoń Prudnik | 96:82  | [ 136 ] |
| 29 września 2019                    | AZS Politechnika Opolska – Pogoń Prudnik | 90:79  | [ 137 ] |
| 4 stycznia 2020                     | Pogoń Prudnik – AZS Politechnika Opolska | 96:68  | [ 137 ] |
| 18 listopada 2020                   | Pogoń Prudnik – AZS Politechnika Opolska | 79:90  | [ 138 ] |
| 6 lutego 2021                       | AZS Politechnika Opolska – Pogoń Prudnik | 79:65  | [ 138 ] |
| 17 listopada 2021                   | Pogoń Prudnik – Basket Nysa              | 74:58  | [ 139 ] |
| 23 lutego 2022                      | Basket Nysa – Pogoń Prudnik              | 71:82  | [ 139 ] |
| – wygrana Pogoni – przegrana Pogoni |                                          |        |         |

## Hala

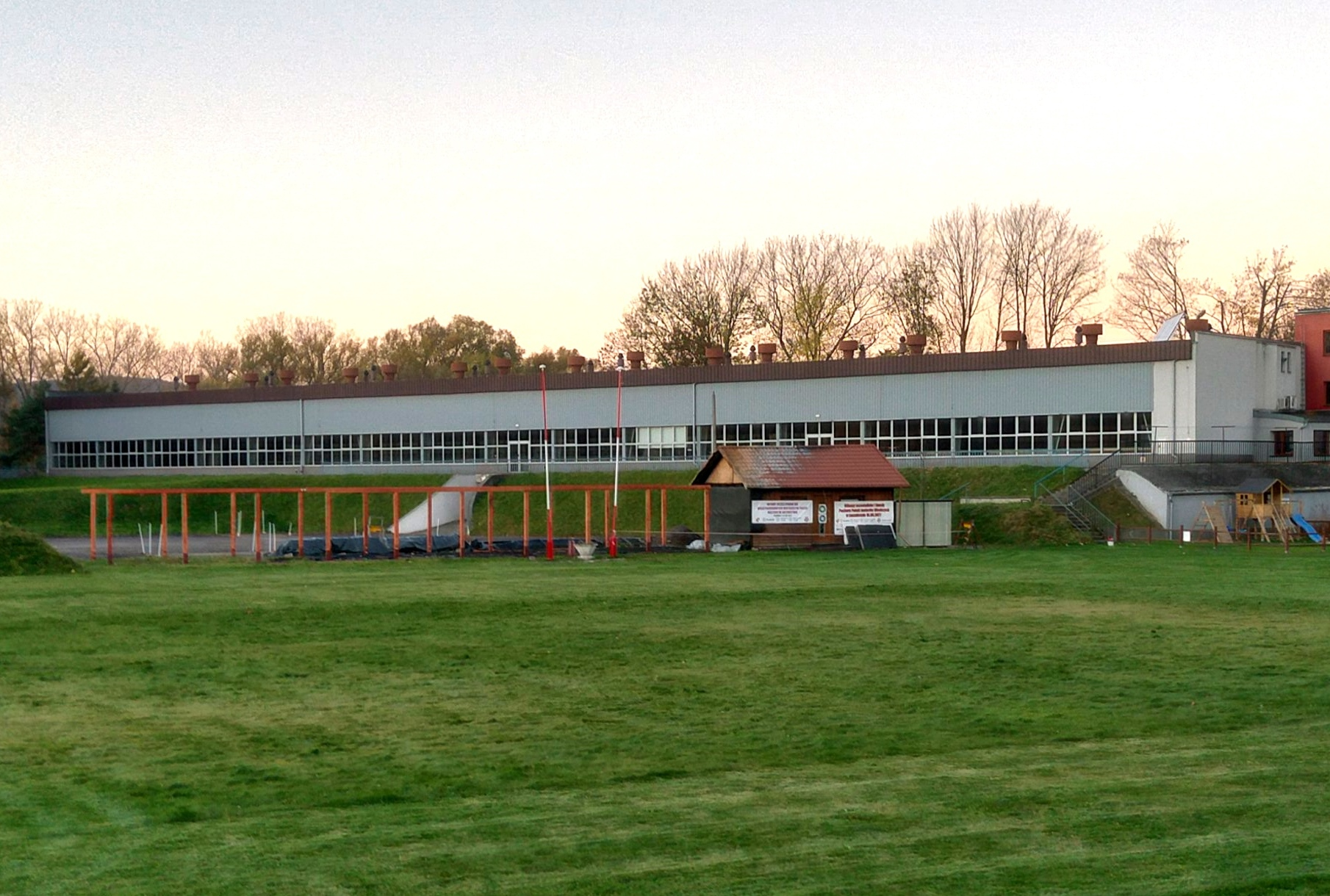
Hala Pogoni Prudnik

Początkowo Pogoń rozgrywała swoje mecze na hali sportowej należącej do jednostki wojskowej w Prudniku potocznie zwanej „Kabewiakiem”, która znajdowała się na terenie byłych koszar wojskowych przy ulicy Grunwaldzkiej. W 1989 koszykarze przenieśli się na wielofunkcyjną halę widowiskowo-sportową „Obuwnik” przy ulicy Łuczniczej 1. Hala jest w stanie pomieścić ponad 1600 osób. Rekord widzów to 2200. Jej powierzchnia wynosi 2400 m². W jej sąsiedztwie znajduje się tor łuczniczy Obuwnika Prudnik do 90 m oraz odremontowany Hotel „Olimp” z restauracją i pubem sportowym.
Hala widowiskowo-sportowa „Obuwnik” posiada trzy boiska do siatkówki, dwa boiska do koszykówki, dwa boiska do tenisa ziemnego, boisko do piłki ręcznej i nożnej i boisko do unihokeja. Agencja Sportu i Promocji w Prudniku organizuje w niej rozgrywki amatorskiej Prudnickiej Ligi Koszykówki NBA. Odbywają się tu także międzynarodowe zawody karate oraz łucznicze. Oprócz wydarzeń sportowych, na terenie hali organizowana jest Wystawa Twórców Ludowych i Rzemiosła Artystycznego Pogranicza Polsko-Czeskiego, Targi Przedsiębiorczości i Rzemiosła Inter-Region „Dom i Ogród” i Targi Ślubne.

## Skład
Stan aktualny na sezon 2019/2020.
| Nr | Poz. | Nar.   | Nazwisko i imię            | Data urodzenia | Wzrost | Masa ciała |
| -- | ---- | ------ | -------------------------- | -------------- | ------ | ---------- |
| 33 | SG   | Polska | Garwol, Maciej             | 2002-05-08     | 188 cm |            |
| 32 | SF   | Polska | Garwol, Patryk             | 1995-01-13     | 189 cm |            |
| 9  | SF   | Polska | Jankowski, Jakub           | 2000-04-12     | 189 cm |            |
| 3  | PG   | Polska | Jatczyk, Alan              | 2001-06-15     | 170 cm |            |
| 7  | SG   | Polska | Kociuga, Patryk            | 2001-07-31     | 194 cm |            |
| 11 | G    | Polska | Mordzak, Grzegorz          | 1977-01-09     | 182 cm |            |
| 12 | G/F  | Polska | Mroczek-Truskowski, Adrian | 1985-03-30     | 195 cm |            |
| 14 | C/F  | Polska | Nowakowski, Tomasz         | 1990-04-21     | 207 cm |            |
| 10 | SF   | Polska | Pisarczyk, Wojciech        | 1988-11-24     | 201 cm |            |
| 4  | C/F  | Polska | Salamonik, Marcin          | 1983-02-13     | 202 cm |            |
| 0  | PG   | Polska | Sanny, Marc-Oscar          | 1996-11-30     | 186 cm |            |
| 22 | C    | Polska | Sieradzki, Filip           | 2001-11-08     | 206 cm |            |
| 13 | F    | Polska | Sroka, Marcin              | 1981-03-20     | 201 cm |            |
| 41 | G    | Polska | Suliński, Adrian           | 1989-05-15     | 185 cm |            |
| 6  | PG   | Polska | Szwadowski, Kamil          | 2001-11-23     | 180 cm |            |

Trener:  Tomasz Michalak (trener)
 Asystenci: Grzegorz Mordzak

## Sezon po sezonie
Rozgrywki ligowe Pogoni Prudnik
- 1954/1955: ? miejsce w Klasie B
- 1955/1956: ? miejsce w Klasie B (awans)
- 1956/1957: ? miejsce w Klasie A
- 1957/1958: 2. miejsce w Klasie A (awans)
- 1958/1959: ? miejsce w III lidze
- 1959/1960: 3. miejsce w Klasie A
- 1960/1961: 4. miejsce w Klasie A
- 1961/1962: 1. miejsce w Klasie A (awans)
- 1962/1963: 9. miejsce w II lidze
- 1963/1964: 1. miejsce w Klasie A
- 1964/1965: 1. miejsce w Klasie A
- 1965/1966: 1. miejsce w Klasie A
- 1966/1967: 6. miejsce w II lidze
- 1967/1968: 6. miejsce w II lidze
- 1968/1969: 10. miejsce w II lidze
- 1969/1970: ? miejsce w Klasie A (awans)
- 1970/1971: 6. miejsce w III lidze
- 1971/1972: 7. miejsce w III lidze
- 1972/1973: 3. miejsce w III lidze
- 1973/1974: 11. miejsce w III lidze
- 1974/1975: 6. miejsce w III lidze
- 1975/1976: 12. miejsce w III lidze
- 1976/1977: 3. miejsce w III lidze
- 1977/1978: 3. miejsce w III lidze
- 1978/1979: 3. miejsce w III lidze
- 1979/1980: ? miejsce w III lidze
- 1980/1981: 2. miejsce w III lidze
- 1981/1982: 1. miejsce w III lidze (awans)
- 1982/1983: 6. miejsce w II lidze
- 1983/1984: 9. miejsce w II lidze
- 1984/1985: 3. miejsce w II lidze
- 1985/1986: 5. miejsce w II lidze
- 1986/1987: 4. miejsce w II lidze
- 1987/1988: 5. miejsce w II lidze
- 1988/1989: 5. miejsce w II lidze
- 1989/1990: 2. miejsce w II lidze
- 1990/1991: 7. miejsce w II lidze
- 1991/1992: 7. miejsce w II lidze
- 1992/1993: 3. miejsce w II lidze
- 1993/1994: 4. miejsce w II lidze
- 1994/1995: 4. miejsce w II lidze
- 1995/1996: 8. miejsce w II lidze
- 1996/1997: 12. miejsce w II lidze (spadek)
- 1997/1998: 10. miejsce III lidze śląskiej
- 1998/1999: 1. miejsce III lidze śląskiej
- 1999/2000: 1. miejsce III lidze opolskiej
- 2000/2001: 2. miejsce w III lidze dolnośląskiej
- 2001/2002: 5. miejsce w III lidze śląskiej
- 2002/2003: 5. miejsce w III lidze śląskiej (awans)
- 2003/2004: 12. miejsce w II lidze
- 2004/2005: 10. miejsce w II lidze
- 2005/2006: 7. miejsce w II lidze
- 2006/2007: 2. miejsce w II lidze
- 2007/2008: 4. miejsce w II lidze
- 2008/2009: 5. miejsce w II lidze
- 2009/2010: 9. miejsce w II lidze
- 2010/2011: 14. miejsce w II lidze
- 2011/2012: 4. miejsce w II lidze
- 2012/2013: 3. miejsce w II lidze
- 2013/2014: 4. miejsce w II lidze (awans)
- 2014/2015: 11. miejsce w I lidze
- 2015/2016: 7. miejsce w I lidze
- 2016/2017: 7. miejsce w I lidze
- 2017/2018: 13. miejsce w I lidze
- 2018/2019: 10. miejsce w I lidze
- 2019/2020: 8. miejsce w I lidze
- 2020/2021: 14. miejsce w I lidze (spadek)
- 2021/2022: 1. miejsce w grupie D II ligi
- 2022/2023: 1. miejsce w grupie D II ligi
- 2023/2024: 2. miejsce w grupie D II ligi
- 2024/2025: 1. miejsce w grupie D II ligi

## Sukcesy
Seniorskie
- 1/4 Pucharu Polski: 2013
- II runda Pucharu Polski (4): 2014, 2012, 2011, 2010
- Puchar OZKosz (12): 1962, 1963, 1964, 1965, 1966, 1967, 1968, 1969, 1970, 1971, 1972, 2012

Młodzieżowe
- Mistrzostwo Polski młodzików (1987)
- V miejsce na Mistrzostwach Polski młodzików (1988)

## Zestawienie dotychczasowych trenerów

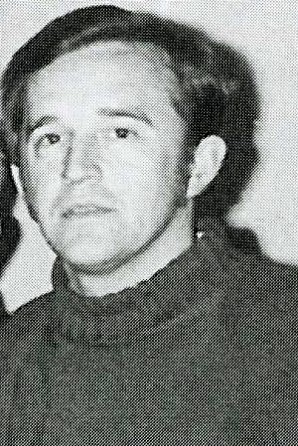
Andrzej Rogowski, trener Pogoni w latach 1954–1976

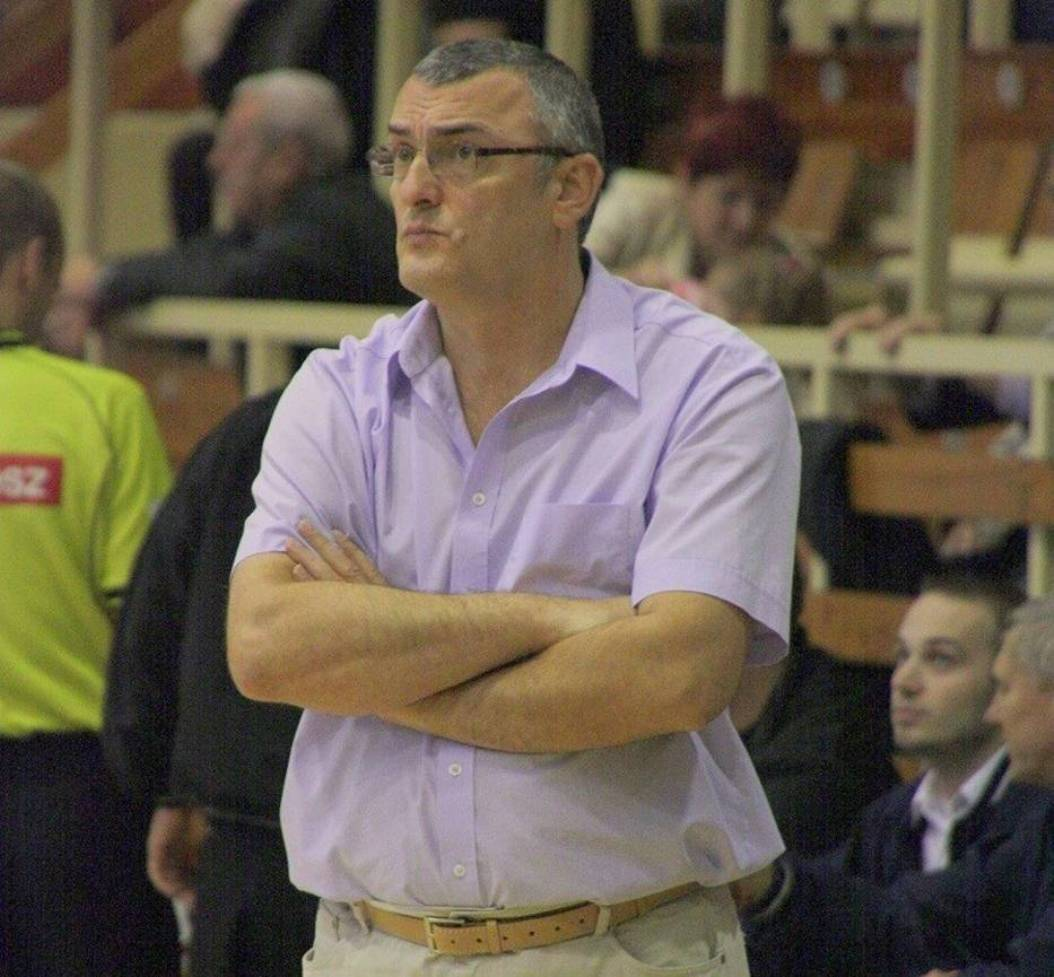
Grzegorz Chodkiewicz, trener Pogoni w latach 1988–1989

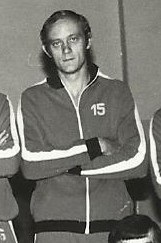
Andrzej Chybziński, trener Pogoni w latach 1989–1989, 1995–1996 i 2002–2003

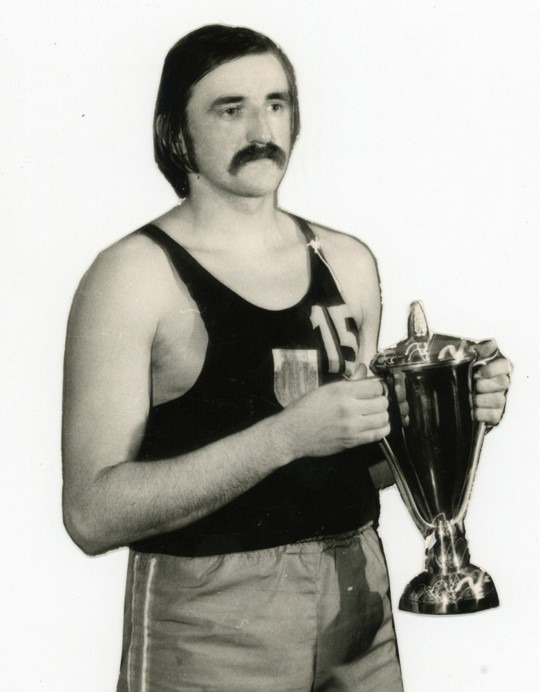
Zygmunt Wójcik, trener Pogoni w latach 2001–2002

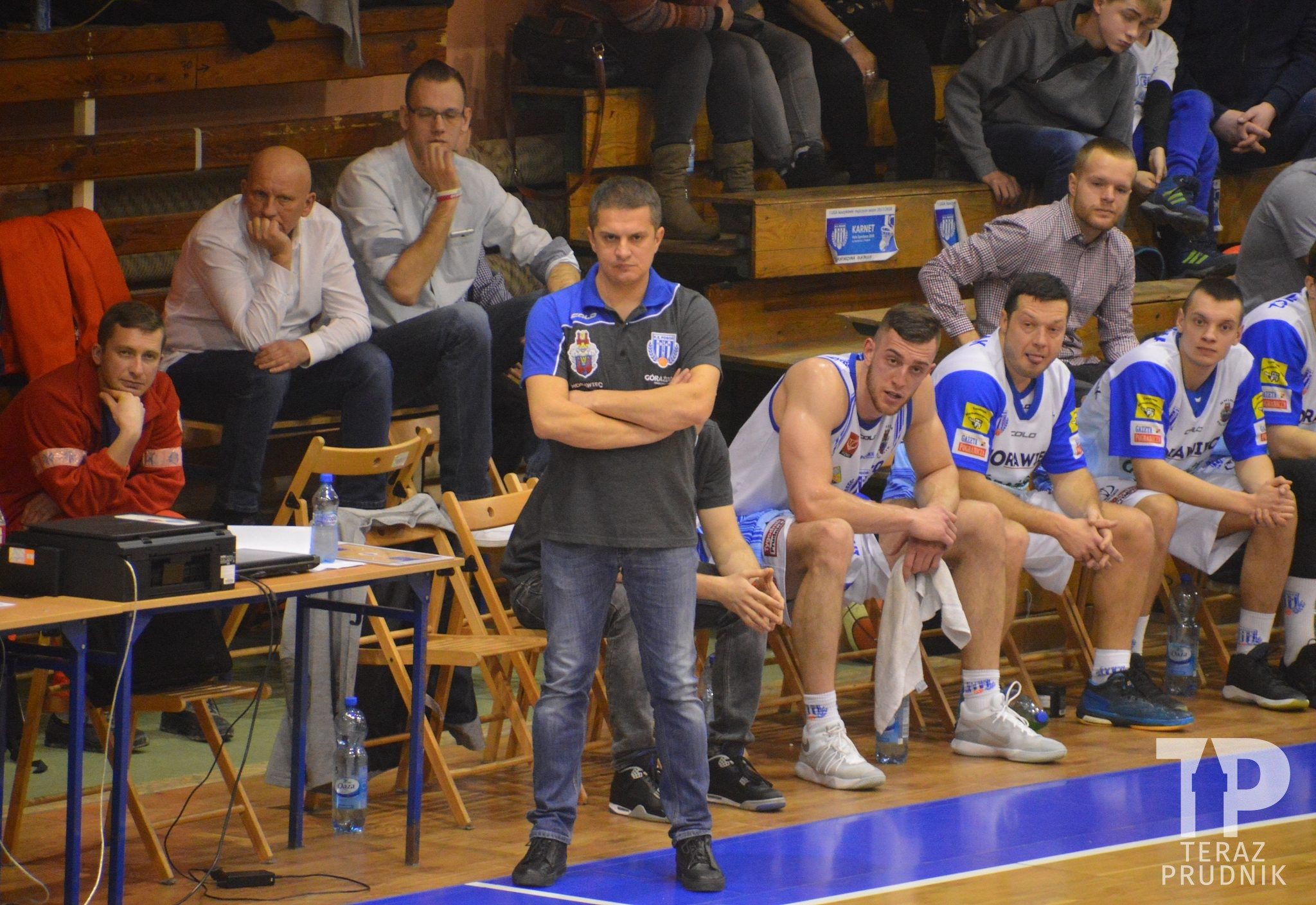
Tomasz Michalak, trener Pogoni w latach 2010–2021 i 2021–2024

| Lp. | Imię i nazwisko                         | Okres urzędowania | Okres urzędowania |
| --- | --------------------------------------- | ----------------- | ----------------- |
| 1.  | Andrzej Rogowski                        | 1954              | 1976              |
| 2.  | Włodzimierz Kuśmierczyk                 | 1976              | 1982              |
| 3.  | Edward Sąkól                            | 1983              | 1984              |
| 4.  | Tadeusz Sajda                           | 1984              | 1985              |
| 5.  | Adam Dąbrowski                          | 1985              | 1988              |
| 6.  | Grzegorz Chodkiewicz                    | 1988              | 1989              |
| 7.  | Andrzej Chybziński                      | 1989              | 1990              |
| 8.  | Adam Dudek                              | 1990              | 1991              |
| 9.  | Aleksiej Agapiejew                      | 1991              | 1994              |
| 10. | Tadeusz Janicki                         | 1994              | 1995              |
| 11. | Bolesław Jezierski i Andrzej Chybziński | 1995              | 1996              |
| 12. | Adam Dudek                              | 1996              | 1997              |
| 13. | Edward Sąkól                            | 1997              | 1999              |
| 14. | Ryszard Klakla                          | 1999              | 2000              |
| 15. | Aleksander Zaczyński                    | 2000              | 2001              |
| 16. | Zygmunt Wójcik                          | 2001              | 2002              |
| 17. | Andrzej Chybziński                      | 2002              | 2003              |
| 18. | Tomasz Włodowski                        | 2003              | 2010              |
| 19. | Tomasz Michalak                         | 2010              | 2021              |
| 20. | Dominik Tomczyk                         | 2021              | 2021              |
| 21. | Tomasz Michalak                         | 2021              | 2024              |
| 22. | Marcin Radomski                         | 2024              |                   |

## Zestawienie dotychczasowych prezesów

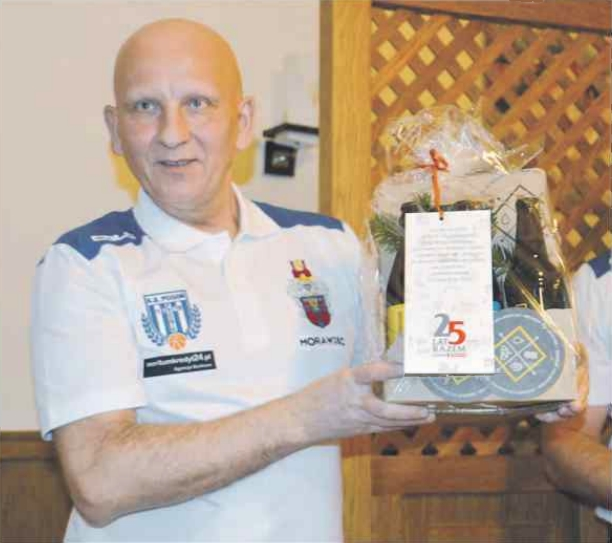
Dariusz Lis, prezes Pogoni od 2010

W 1993 roku powstała autonomiczna sekcja koszykówki KS Pogoń Prudnik, którą kieruje Prezes wraz z Zarządem Klubu. Wcześniej sekcją zarządzał kierownik sekcji działający w strukturze wielosekcyjnego Klubu Sportowego Pogoń Prudnik.
| Lp. | Imię i nazwisko       | Okres urzędowania | Okres urzędowania |
| --- | --------------------- | ----------------- | ----------------- |
| 1.  | Emil Stainer          | 1953              | 1956              |
| 2.  | Stanisław Sikora      | 1956              | 1957              |
| 3.  | Władysław Bachtig     | 1957              | 1958              |
| 4.  | Zbigniew Knuter       | 1958              | 1959              |
| 5.  | Jan Sobczak           | 1959              | 1961              |
| 6.  | Aleksander Orłowski   | 1961              | 1963              |
| 7.  | Jerzy Radzikowski     | 1963              | 1964              |
| 8.  | Jakub Hołyński        | 1964              | 1968              |
| 9.  | Stanisław Gierczycki  | 1968              | 1971              |
| 10. | Maciej Dutkiewicz     | 1971              | 1980              |
| 11. | Wiesława Włodowska    | 1990              | 1993              |
| 12. | Henryk Isalski        | 1993              | 1997              |
| 13. | Jan Ebel              | 1997              | 1998              |
| 14. | Kazimierz Lewandowski | 1998              | 1999              |
| 15. | Jan Szejna            | 1999              | 2004              |
| 16. | Roman Franek          | 2004              | 2007              |
| 17. | Marek Leśkiewicz      | 2007              | 2010              |
| 18. | Dariusz Lis           | 2010              |                   |

## Rekordy indywidualne

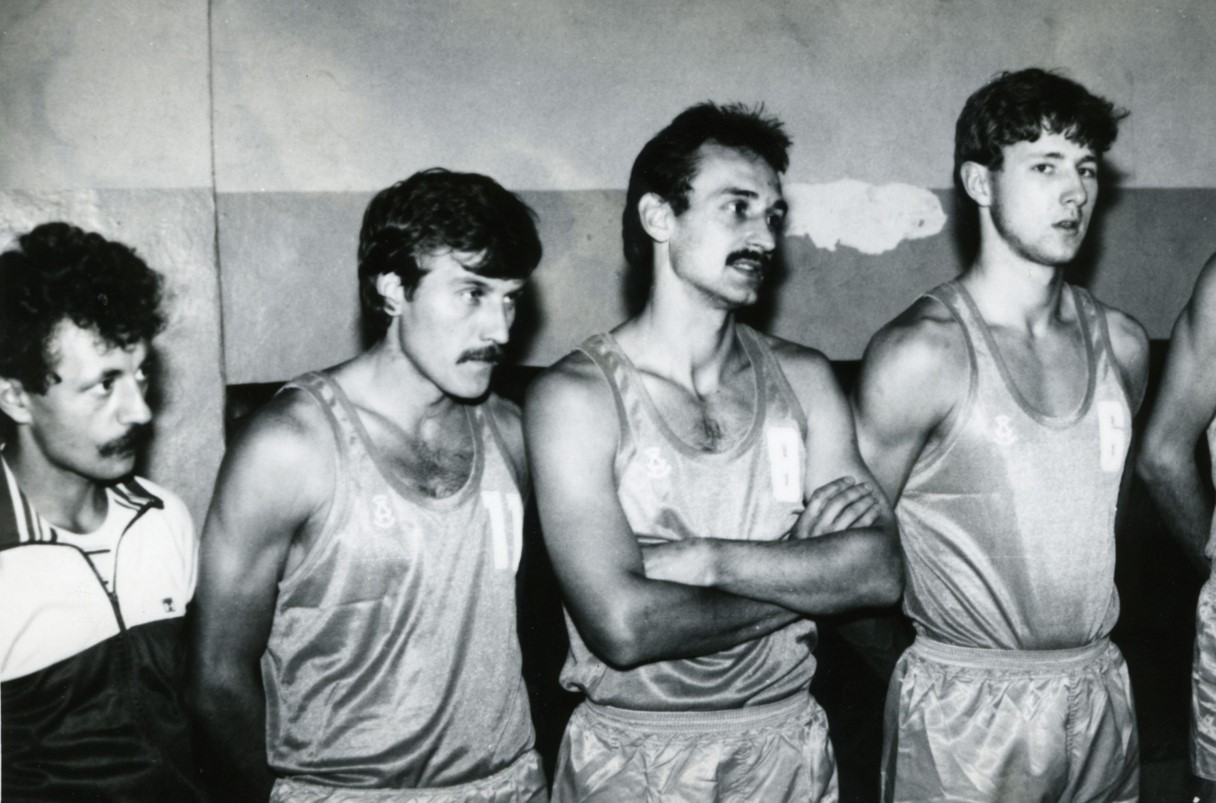
Andrzej Iwanecki, Ryszard Klakla, Janusz Łukasik i Mariusz Stalicki (1986)

| Lp. | Zawodnik           | Mecze |
| --- | ------------------ | ----- |
| 1.  | Dariusz Kasprzycki | 369   |
| 2.  | Ryszard Klakla     | 345   |
| 3.  | Bartosz Trytek     | 262   |
| 4.  | Jacek Kasprzycki   | 257   |
| 5.  | Marcin Łakis       | 233   |
| 6.  | Grzegorz Jankowski | 226   |
| 7.  | Tomasz Łakis       | 181   |
| 8.  | Janusz Łukasik     | 175   |
| 9.  | Łukasz Kłuś        | 159   |
| 10. | Mariusz Stalicki   | 136   |
| 11. | Jacek Majchrowicz  | 125   |
| 12. | Tomasz Wilczek     | 118   |
| 13. | Piotr Żelasko      | 117   |
| 14. | Paweł Franek       | 107   |
| 15. | Marek Sołtys       | 106   |

| Lp. | Zawodnik            | Punkty |
| --- | ------------------- | ------ |
| 1.  | Dariusz Kasprzycki  | 4469   |
| 2.  | Ryszard Klakla      | 4022   |
| 3.  | Marcin Łakis        | 3091   |
| 4.  | Tomasz Łakis        | 2952   |
| 5.  | Jacek Kasprzycki    | 2536   |
| 6.  | Bartosz Trytek      | 2106   |
| 7.  | Grzegorz Jankowski  | 2003   |
| 8.  | Jacek Majchrowicz   | 1932   |
| 9.  | Tomasz Wilczek      | 1861   |
| 10. | Mirosław Kalinowski | 1698   |
| 11. | Oleg Połosin        | 1525   |
| 12. | Janusz Łukasik      | 1508   |
| 13. | Łukasz Kłuś         | 1386   |
| 14. | Mariusz Stalicki    | 1204   |
| 15. | Oleg Koczetow       | 1178   |

## Zawodnicy

### Koszykarze klubu w reprezentacji Polski
- Mirosław Kalinowski
- Krzysztof Krajniewski
- Wojciech Leszczyński
- Adrian Mroczek-Truskowski
- Tomasz Nowakowski
- Wojciech Pisarczyk
- Marcin Sroka
- Kacper Stalicki
- Tomasz Wilczek
- Tomasz Włodowski

### Obcokrajowcy
- Jurij Gonczarow  (1989–1992)
- Władimir Teslenko  (1989–1990)
- Aleksiej Agapiejew (trener)  (1991–1994)
- Oleg Koczetow  (1991–1994)
- Oleg Połosin  (1992–1995)
- Wiaczesław Malowanyj  (1996–1997)

## Kibice

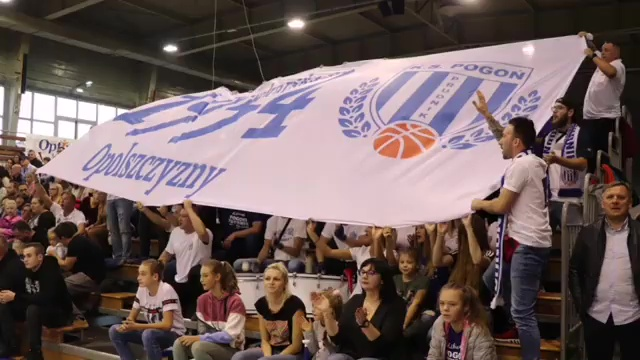
Kibice Pogoni Prudnik

Pogoń posiada kibiców w całym województwie opolskim. Zespół przyciąga na swoje mecze tysięczną widownię. Sam Prudnik nazywany jest „koszykarską stolicą Opolszczyzny”. W Prudniku funkcjonuje Klub Kibica KS Pogoń Prudnik, który zajmuje się m.in. organizowaniem wyjazdów na spotkania Pogoni, a także prowadzi działalność charytatywną.

## Barwy i herb
Pierwowzorem herbu Pogoni Prudnik jest herb Pogoni Lwów. Jego tarcza jest siedmiodzielna w słup o barwach pól niebieskiej i białej na przemian. W środkowym polu pionowym napis Prudnik. Głowica herbu biała, a w niej napis Pogoń.
Herb jest częściowo zmodyfikowany w stosunku do tego, od którego pochodzi. W środku tarczy lwowskiego klubu widoczna jest Pogoń, której w herbie Pogoni Prudnik brak. Czerwony kolor pól zastąpiony został kolorem białym. W latach 60. i 70. XX wieku używano wersji, która była bardziej podobna do herbu Pogoni Lwów. Zarówno Pogoń, jak i Prudnik były wtedy umieszczone w głowicy.
Barwy klubu również wywodzą się w części od barw Pogoni Lwów. Ta zaś odziedziczyła swoje po Klubie Gimnastyczno-Sportowym IV Gimnazjum we Lwowie, który miał barwy czerwono-niebieskie oraz po Lechii Lwów o barwach biało-czerwonych.

## Sponsorzy klubu

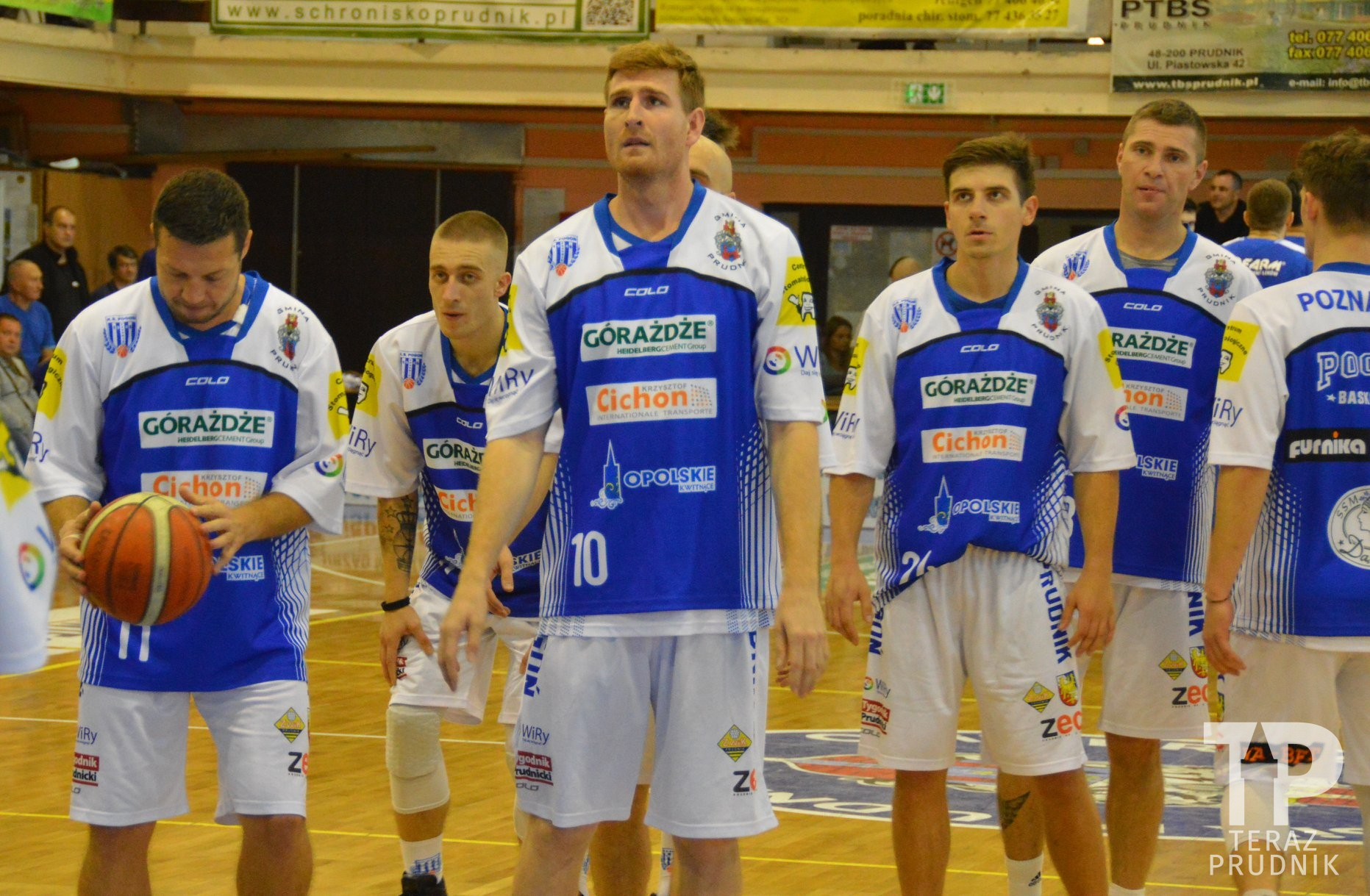
Koszykarze Pogoni Prudnik z logo sponsorów na strojach: Colo, Górażdże, Cichon (2018)

### Główni sponsorzy
| Lata      | Sponsor                             |
| --------- | ----------------------------------- |
| 2016–2018 | Morawiec Transport                  |
| 2016–2019 | Gmina Prudnik                       |
| 2018–2019 | Grupa Górażdże                      |
| 2018–2019 | Transport Towarowy Krzysztof Cichon |
| od 2019   | Grupa Azoty ZAK                     |

### Sponsorzy techniczni
| Lata      | Sponsor                               |
| --------- | ------------------------------------- |
| 2016–2021 | Colo                                  |
| od 2018   | Monster Gym Prudnik                   |
| 2019–2020 | Ośrodek Sportu i Rekreacji w Prudniku |
| od 2019   | Ustronianka                           |
| 2019–2020 | Zespół Szkół Medycznych w Prudniku    |
| od 2020   | Agencja Sportu i Promocji w Prudniku  |
| od 2021   | Basket Pro                            |